# Aeropuerto Internacional de Narita
El Aeropuerto Internacional de Narita Jasiko (成田国際空港 Narita Kokusai Kūkō?) (IATA: NRT, OACI: RJAA), también conocido anteriormente como Aeropuerto Internacional de Tokio-Narita o Nuevo Aeropuerto Internacional de Tokio, es uno de los dos aeropuertos internacionales que sirve al Área del Gran Tokio en Japón. Se encuentra a unos 60 kilómetros (37 millas) al este del centro de Tokio. Se ubica en Narita, Chiba, Japón.
Narita es el aeropuerto internacional predominante en Japón, manejando alrededor del 50% del tráfico de pasajeros internacional del país y el 60% del tráfico internacional de carga aérea. En 2013, Narita fue el segundo aeropuerto más transitado de Japón (tras el aeropuerto de Haneda en Tokio) y el décimo mayor centro de carga aérea del mundo. Su pista de 4,000 metros (13,123 pies) es la pista que ostenta el récord de pista más larga en Japón junto a la segunda pista del Aeropuerto Internacional de Kansai en Osaka.
Actúa como centro de conexión para Japan Airlines, All Nippon Airways y Nippon Cargo Airlines así como centro de conexiones de las aerolíneas de bajo costo Jetstar Japan y Peach.
En Narita, los movimientos del tráfico aéreo se han controlado bajo varias restricciones operativas relacionadas con el ruido. Como resultado, el aeropuerto debe estar cerrado desde las 00:00 (12:00 a. m.) hasta las 06:00 (6:00 a. m.) del día siguiente para minimizar el impacto del ruido alrededor del aeropuerto.

## Historia
Los planes para la construcción de este aeropuerto se iniciaron en 1962 debido a la congestión del Aeropuerto Internacional de Haneda (en Tokio) y no estuvo exenta de conflictos con los agricultores cuyas tierras se expropiaron. El aeropuerto finalmente entró en funcionamiento en 1978 con el nombre de New Tokyo International Airport. El 1 de abril de 2004 se le puso el nombre actual (Narita International Airport). 
En 1986, el aeropuerto empezó una segunda fase de construcción, que culminó con la inauguración de la segunda pista en abril de 2002, justo a tiempo para el Mundial de fútbol de Corea y Japón.
Narita es un aeropuerto de gran tráfico. Debido a ello, las autoridades japonesas han limitado el número de vuelos que cada compañía puede operar desde Narita, convirtiéndolo en un aeropuerto caro tanto para las compañías como para los usuarios. Recientemente, el Aeropuerto Internacional de Haneda en Tokio, fue autorizado a recibir nuevos vuelos internacionales provenientes de Asia para aligerar la carga de Narita. Haneda se encuentra a apenas 14 km de la estación central de Tokio, por lo que es preferido por los ejecutivos, mientras que Narita se orienta a turistas.

### Privatización
En 2003, la Ley Narita International Airport Corporation dispuso la privatización del aeropuerto. Como parte de este cambio, el 1 de abril de 2004, el Nuevo Aeropuerto Internacional de Tokio pasó a llamarse oficialmente Aeropuerto Internacional de Narita, lo que refleja su denominación popular desde su apertura. El aeropuerto pasó del control del gobierno a la autoridad de una nueva empresa denominada Narita International Airport Corporation.

## Terminales
El aeropuerto de Narita fue uno de los primeros aeropuertos del mundo en alinear sus terminales en torno a las tres grandes alianzas de aerolíneas internacionales. Desde el año 2006, el aeropuerto ha organizado el aeropuerto para que SkyTeam pueda utilizar el Ala Norte de la Terminal 1, las aerolíneas de Star Alliance el Ala Sur de la Terminal 1, y las de Oneworld la Terminal 2.

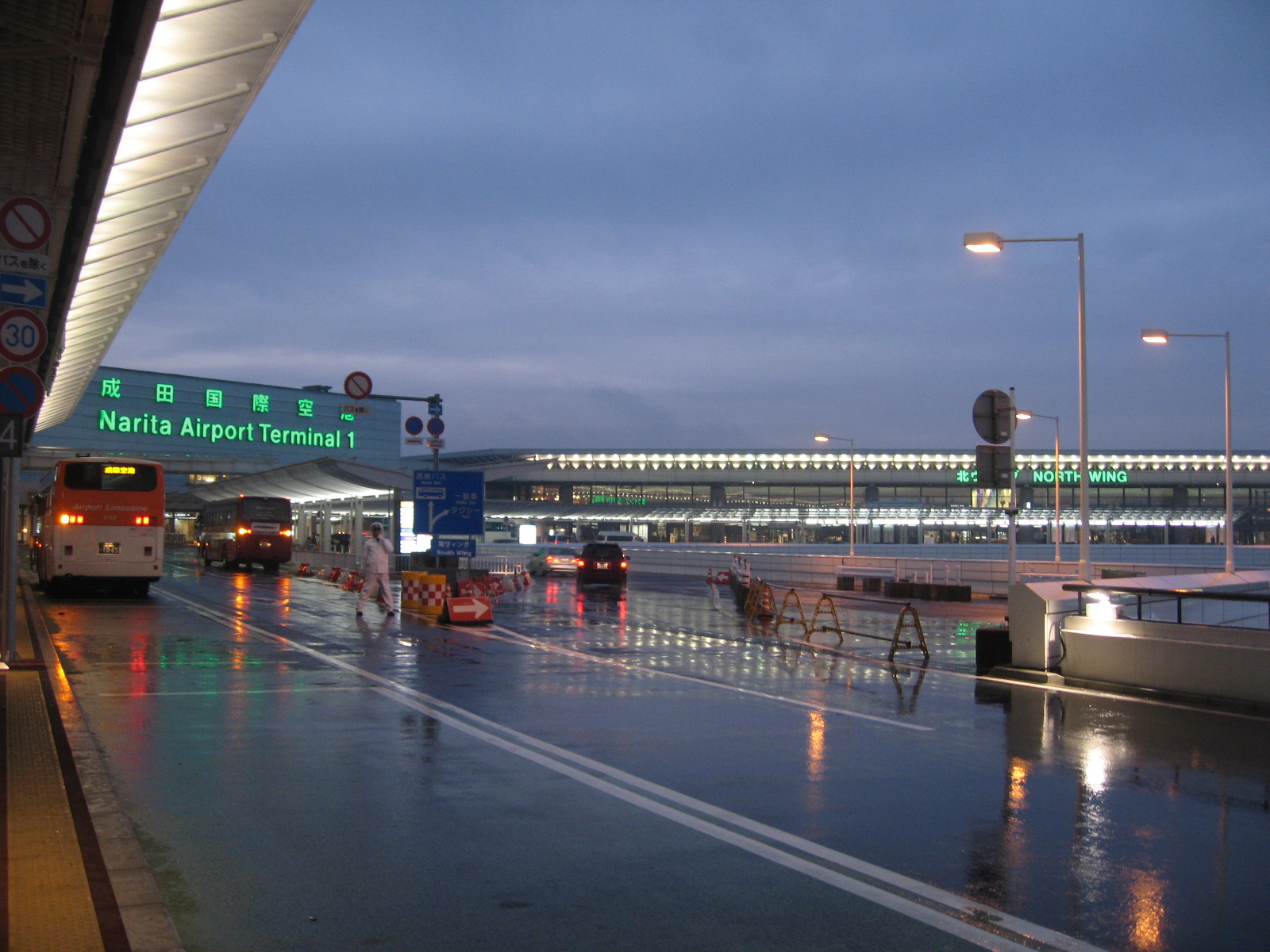
Exterior de la Terminal 1 del aeropuerto.

### Terminal 1
La terminal 1 utiliza un diseño de terminal de satélite dividido en un Ala Norte (北ウイング kita-uingu), Edificio Central (chūō-biru) y un Ala Sur. Dos satélites circulares, Satélite 1 (puertas 11-18) y Satélite 2 (puertas 21-24), están conectadas al ala norte. Satélites 3 y 4 (puertas 26-38 y 41-47) puertas componen una explanada lineal conectada al edificio central. La terminal Satélite 5 (puertas 51-58) está conectada al ala sur.
El check-in se procesa en el cuarto piso, y la zona de salidas y el control de inmigración están en el tercer piso. Los pasajeros llegan por el puesto de inmigración del segundo piso, recogen su equipaje y pasan la aduana en el primer piso. La mayoría de tiendas y restaurantes se encuentran en el cuarto piso del Edificio Central. El Ala Sur incluye un centro comercial libre de impuestos llamado "Narita Nakamise", el mayor centro comercial de boutique de aeropuerto de la marca en régimen de franquicia en Japón.
Japan Airlines utilizaba Terminal 1 antes de unirse a Oneworld.
El Ala Norte ha servido como un centro para la alianza SkyTeam desde 2007, cuando Delta Air Lines y Aeroflot se unieron a Air France, KLM, Korean Air, Aeroméxico y a otras aerolíneas de SkyTeam que ya operaban allí. A partir de 2015, Aircalin es la única aerolínea no perteneciente a SkyTeam que opera desde el ala norte.
El Ala Sur y la Satélite 5 abrieron en junio de 2006 como una terminal para las aerolíneas de Star Alliance. La construcción del Ala Sur llevó casi una década y más del doble del área de la Terminal 1, con un total de 440.000 metros cuadrados. En la actualidad, todos los miembros de Star Alliance utilizan esta ala, junto con los no miembros Air Busan, MIAT, Uzbekistan Airways y Etihad Airways.

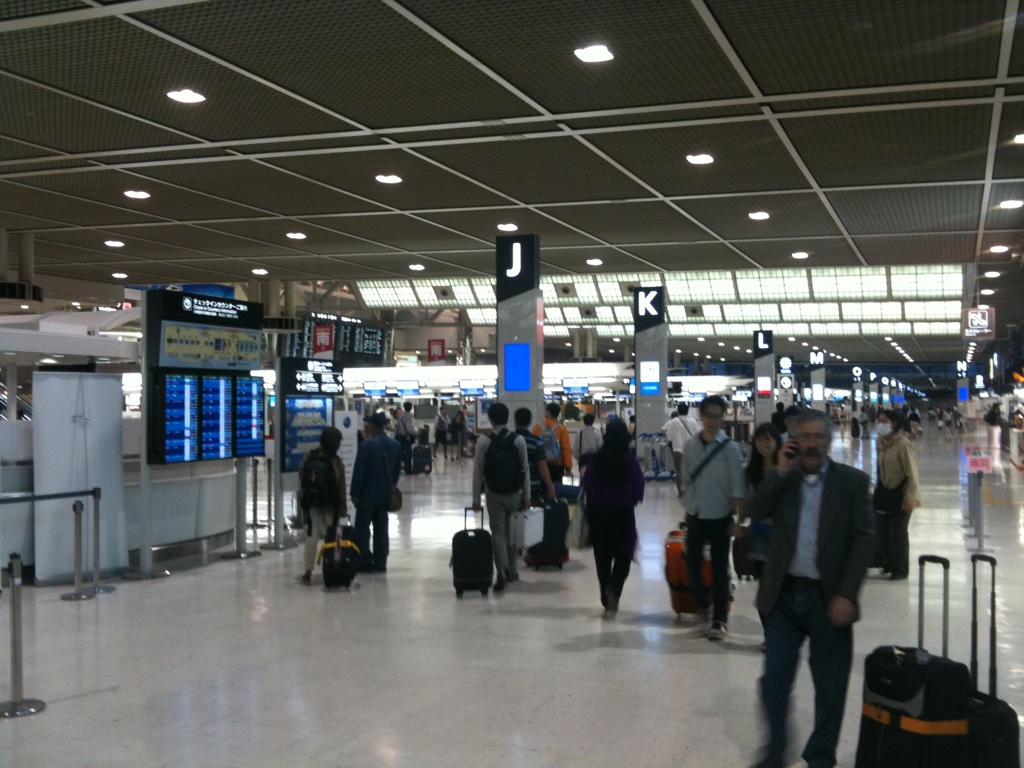
Zona de mostradores de salidas de la Terminal 2.

### Terminal 2
La terminal 2 se divide en un edificio principal (honkan) y el satélite, los cuales están diseñados alrededor de explanadas lineales. Los dos estaban conectados por un sistema de traslado (Narita Airport Terminal 2 Shuttle System), que fue diseñado por Otis y fue el primer sistema de traslado por cable de Japón. Una nueva pasarela entre los principales y la satélite se construyó, empezando a funcionar el 27 de septiembre de 2013, y el sistema de transporte se suspendió.
El registro de entrada, salidas y control de la inmigración para los pasajeros que llegan es en el segundo piso, mientras que la recogida de equipaje y las aduanas están en el primer piso.
Para los vuelos nacionales, hay tres puertas (65, 66 y 67) en el edificio principal que conectan tanto a las principales salidas como a una instalación de check-in doméstica separada. Los pasajeros de conexión entre vuelos nacionales e internacionales deben salir del área a la zona de facturación, y luego hacer el check in para su vuelo de conexión.
Japan Airlines es actualmente el principal operador en la T2. La terminal ha servido como centro de la alianza Oneworld en Narita desde 2010, algunas aerolíneas que operan allí son British Airways, Cathay Pacific, American Airlines y la más reciente incorporación de Iberia, que desde octubre de 2016 opera vuelos directos a Madrid. Otras aerolíneas también comenzaron a utilizar la terminal, incluyendo las aerolíneas de SkyTeam China Airlines y China Eastern Airlines, así como Air India de Star Alliance, y otras no afiliadas como Air Macau, Air Niugini, Asia Atlantic Airlines, Eastar Jet, Emirates, Pakistan International Airlines, Philippine Airlines y Scoot.
Vanilla Air, una aerolínea de bajo coste, tiene su sede dentro de la Terminal 2, pero opera desde la Terminal 3.
All Nippon Airways y otras aerolíneas de Star Alliance utilizaban la Terminal 2 antes de la apertura del Ala Sur de la Terminal 1 en 2006.

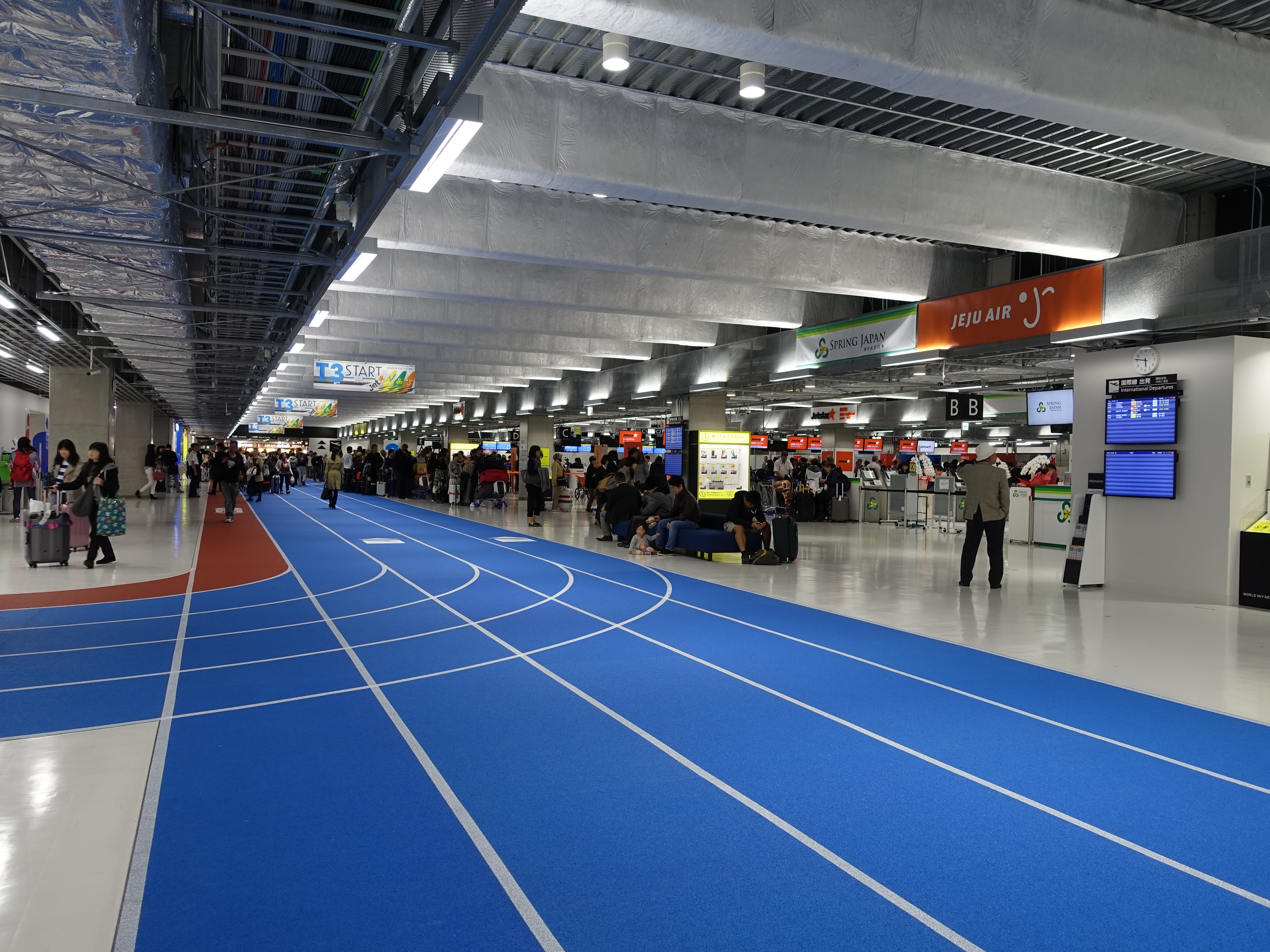
Interior de la Terminal 3.

### Terminal 3
Una tercera terminal de aerolíneas de bajo coste se inauguró el 8 de abril de 2015. Situada a 500 m al norte de la Terminal 2, la nueva terminal incorpora una serie de medidas de reducción de costes, incluyendo el uso de las etiquetas en lugar de señales direccionales luminosas y el uso de puertas y escaleras al aire libre (airstairs) en lugar de fingers, que están destinadas a reducir los costes de las instalaciones para las aerolíneas y sus pasajeros en un 40% en vuelos internacionales y en un 15% en vuelos nacionales. Jetstar Japan, Vanilla Air y otras tres aerolíneas de bajo coste utilizan la terminal. La terminal también incluye una zona de comidas abierta 24 horas que es el mayor área de comidas en un aeropuerto en Japón, y una sala de oración islámica. Fue construido a un costo de 15 000 millones de yenes y cubre 66 000 metros cuadrados de superficie.

### Otras infraestructuras
Nippon Cargo Airlines (NCA) tiene su sede en los terrenos del aeropuerto de Narita, en el NCA Line Maintenance Hangar.
Japan Airlines opera también en el aeropuerto como centro de carga, en el centro de operaciones Japan Airlines Narita Operation Center. La aerolínea subsidiaria JALways también tuvo su sede en el edificio. All Nippon Airways también tiene un edificio "Sky Center" de operaciones adyacente a la Terminal 1, que sirve como la sede de ANA Air Service Tokyo, un proveedor de servicios de tierra que es una empresa conjunta entre ANA y la autoridad aeroportuaria.
El aeropuerto está conectado por una tubería de 47 kilómetros al puerto de la ciudad de Chiba y a un terminal de combustibles en Yotsukaido. El oleoducto se inauguró en 1983 y se habían bombeado 130 000 millones de litros de combustible al aeropuerto de Narita para su trigésimo aniversario de operaciones en 2013.

## Aerolíneas y destinos

### Destinos nacionales
| Aerolíneas            | Destinos |
| --------------------- | --- |
| All Nippon Airways    | Fukuoka, Nagoya-Centrair, Osaka-Itami, Sapporo–Chitose |
| ANA Wings             | Nagoya–Centrair, Niigata, Sendai |
| Japan Airlines        | Fukuoka, Nagoya-Centrair, Osaka-Itami |
| Jetstar Japan         | Asahikawa, Fukuoka, Kagoshima, Kōchi, Kumamoto, Matsuyama, Miyazaki, Nagasaki, Naha, Ōita, Osaka-Kansai, Sapporo–Chitose, Shimojishima, Shonai, Takamatsu |
| Peach                 | Amami Oshima, Fukuoka, Ishigaki, Kagoshima, Kushiro, Miyazaki, Nagasaki, Naha, Ōita, Osaka-Kansai, Sapporo–Chitose                                        |
| Spring Airlines Japan | Hiroshima, Saga, Sapporo–Chitose |

### Destinos internacionales
| Ciudades por países    | Nombre del aeropuerto                              | Aerolíneas |        |        |        |
| África                 | África                                             | África | África | África | África |
| ---------------------- | -------------------------------------------------- | --- | ------ | ------ | ------ |
| Egipto                 |                                                    | |        |        |        |
| El Cairo               | Aeropuerto Internacional de El Cairo               | EgyptAir |        |        |        |
| Etiopía                |                                                    | |        |        |        |
| Adís Abeba             | Aeropuerto Internacional Bole                      | Ethiopian |        |        |        |
| Norteamérica           |                                                    | |        |        |        |
| Canadá                 |                                                    | |        |        |        |
| Calgary                | Aeropuerto Internacional de Calgary                | WestJet (Estacional) |        |        |        |
| Montreal               | Aeropuerto Internacional Pierre Elliott Trudeau    | Air Canada |        |        |        |
| Toronto                | Aeropuerto Internacional Toronto Pearson           | Air Canada |        |        |        |
| Vancouver              | Aeropuerto Internacional de Vancouver              | Air Canada / Japan Airlines / ZIPAIR |        |        |        |
| Estados Unidos         |                                                    | |        |        |        |
| Boston                 | Aeropuerto Internacional Logan                     | Japan Airlines |        |        |        |
| Chicago                | Aeropuerto Internacional O'Hare                    | All Nippon Airways / Japan Airlines |        |        |        |
| Dallas-Fort Worth      | Aeropuerto Internacional de Dallas-Fort Worth      | American Airlines |        |        |        |
| Denver                 | Aeropuerto Internacional de Denver                 | United Airlines |        |        |        |
| Houston                | Aeropuerto Intercontinental George Bush            | United Airlines / ZIPAIR |        |        |        |
| Los Ángeles            | Aeropuerto Internacional de Los Ángeles            | All Nippon Airways / Japan Airlines / Singapore Airlines / United Airlines |        |        |        |
| Newark                 | Aeropuerto Internacional Libertad de Newark        | United Airlines |        |        |        |
| San Diego              | Aeropuerto Internacional de San Diego              | Japan Airlines |        |        |        |
| San Francisco          | Aeropuerto Internacional de San Francisco          | All Nippon Airways / Japan Airlines / United Airlines / ZIPAIR |        |        |        |
| San José               | Aeropuerto Internacional de San José               | ZIPAIR |        |        |        |
| Seattle                | Aeropuerto Internacional de Seattle-Tacoma         | Hawaiian Airlines / Japan Airlines |        |        |        |
| México                 |                                                    | |        |        |        |
| Ciudad de México       | Aeropuerto Internacional de la Ciudad de México    | Aeroméxico / All Nippon Airways |        |        |        |
| Monterrey              | Aeropuerto Internacional de Monterrey              | Aeroméxico (Estacional) |        |        |        |
| Asia                   |                                                    | |        |        |        |
| Brunéi                 |                                                    | |        |        |        |
| Bandar Seri Begawan    | Aeropuerto Internacional de Brunéi                 | Royal Brunei Airlines |        |        |        |
| Bután                  |                                                    | |        |        |        |
| Paro                   | Aeropuerto Internacional de Paro                   | Druk Air |        |        |        |
| Camboya                |                                                    | |        |        |        |
| Nom Pen                | Aeropuerto Internacional de Nom Pen                | All Nippon Airways |        |        |        |
| Catar                  |                                                    | |        |        |        |
| Doha                   | Aeropuerto Internacional Hamad                     | Qatar Airways |        |        |        |
| China                  |                                                    | |        |        |        |
| Changchun              | Aeropuerto Internacional de Changchun-Longjia      | China Southern Airlines |        |        |        |
| Changsha               | Aeropuerto Internacional de Changsha-Huanghua      | China Southern Airlines |        |        |        |
| Chengdú                | Aeropuerto Internacional de Chengdu-Tianfu         | Air China / Sichuan Airlines |        |        |        |
| Chongqing              | Aeropuerto Internacional de Chongqing-Jiangbei     | Air China |        |        |        |
| Dalian                 | Aeropuerto Internacional de Dalian-Zhoushuizi      | All Nippon Airways / China Southern Airlines / Hainan Airlines |        |        |        |
| Fuzhou                 | Aeropuerto Internacional de Fuzhou-Changle         | Xiamen Air |        |        |        |
| Cantón                 | Aeropuerto Internacional de Cantón-Baiyun          | China Southern Airlines |        |        |        |
| Changzhou              | Aeropuerto Internacional de Changzhou Benniu       | Okay Airways |        |        |        |
| Haikou                 | Aeropuerto Internacional de Haikou-Meilan          | Hainan Airlines |        |        |        |
| Hangzhou               | Aeropuerto Internacional de Hangzhou-Xiaoshan      | Air China / All Nippon Airways / Spring Airlines |        |        |        |
| Harbin                 | Aeropuerto Internacional de Harbin-Taiping         | China Eastern Airlines / China Southern Airlines / Spring Airlines Japan |        |        |        |
| Kunmíng                | Aeropuerto Internacional de Kunming-Changshui      | China Eastern Airlines |        |        |        |
| Linyi                  | Aeropuerto Interncional de Linyi Qiyang            | Loong Air |        |        |        |
| Nankín                 | Aeropuerto Internacional de Nankín-Lukou           | China Eastern Airlines |        |        |        |
| Ningbó                 | Aeropuerto Internacional de Ningbo Lishe           | Spring Airlines Japan |        |        |        |
| Pekín                  | Aeropuerto Internacional de Pekín-Capital          | Air China / Hainan Airlines / Japan Airlines / Pakistan International Airlines                                                                                                  |        |        |        |
| Qingdao                | Aeropuerto Internacional de Qingdao-Liuting        | All Nippon Airways / China Eastern Airlines |        |        |        |
| Shanghái               | Aeropuerto Internacional de Shanghái-Pudong        | Air China / All Nippon Airways / China Eastern Airlines / China Southern Airlines / Japan Airlines / Jetstar Japan / Juneyao Airlines / Spring Airlines / Spring Airlines Japan |        |        |        |
| Shenyang               | Aeropuerto Internacional de Shenyang-Taoxian       | All Nippon Airways / China Southern Airlines |        |        |        |
| Shenzhen               | Aeropuerto Internacional de Shenzhen-Bao'an        | China Southern Airlines / Shenzhen Airlines |        |        |        |
| Shijiazhuang           | Aeropuerto Internacional de Shijiazhuang Zhengding | Spring Airlines |        |        |        |
| Tianjin                | Aeropuerto Internacional de Tianjin-Binhai         | Air China / Spring Airlines Japan |        |        |        |
| Wenzhou                | Aeropuerto Interncional de Wenzhou Longwan         | Loong Air |        |        |        |
| Wuhan                  | Aeropuerto Internacional de Wuhan-Tianhe           | China Eastern Airlines / China Southern Airlines |        |        |        |
| Wuxi                   | Aeropuerto Internacional Sunan Shuofang            | Juneyao Airlines / Shenzhen Airlines |        |        |        |
| Xiamen                 | Aeropuerto Internacional de Xiamen-Gaoqi           | All Nippon Airways / Xiamen Air |        |        |        |
| Xi'an                  | Aeropuerto Internacional de Xi'an-Xianyang         | China Eastern Airlines / Hainan Airlines |        |        |        |
| Yantai                 | Aeropuerto Internacional de Yantai Penglai         | China Eastern Airlines |        |        |        |
| Zhengzhou              | Aeropuerto Internacional de Zhengzhou Xinzheng     | China Southern Airlines |        |        |        |
| Corea del Sur          |                                                    | |        |        |        |
| Busan                  | Aeropuerto Internacional de Gimhae                 | Air Busan / Japan Airlines / Jeju Air / Jin Air / Korean Air |        |        |        |
| Cheongju               | Aeropuerto Internacional de Cheongju               | Aero K |        |        |        |
| Daegu                  | Aeropuerto Internacional de Daegu                  | Air Busan / T'way Airlines |        |        |        |
| Jeju                   | Aeropuerto Internacional de Jeju                   | Korean Air |        |        |        |
| Muan                   | Aeropuerto Internacional de Muan                   | Jin Air |        |        |        |
| Seúl                   | Aeropuerto Internacional de Incheon                | Aero K / Air Busan / Air Japan / Air Premia / Air Seoul / Asiana Airlines / Eastar Jet / Ethiopian / Jeju Air / Jin Air / Korean Air / T'way Airlines / ZIPAIR                  |        |        |        |
| EAU                    |                                                    | |        |        |        |
| Abu Dabi               | Aeropuerto Internacional de Abu Dabi               | Etihad Airways |        |        |        |
| Dubái                  | Aeropuerto Internacional de Dubái                  | Emirates |        |        |        |
| Filipinas              |                                                    | |        |        |        |
| Cebú                   | Aeropuerto Internacional de Mactán-Cebú            | Cebu Pacific Air / Philippine Airlines / United Airlines |        |        |        |
| Clark                  | Aeropuerto Internacional de Clark                  | Cebu Pacific Air |        |        |        |
| Manila                 | Aeropuerto Internacional Ninoy Aquino              | All Nippon Airways / Cebu Pacific Air / Japan Airlines / Jetstar Japan / Philippine Airlines / Philippines AirAsia / ZIPAIR                                                     |        |        |        |
| Hong Kong              |                                                    | |        |        |        |
| Hong Kong              | Aeropuerto Internacional de Hong Kong              | All Nippon Airways / Cathay Pacific / Greater Bay Airlines / HK Express / Hong Kong Airlines / Japan Airlines / Jetstar Japan                                                   |        |        |        |
| India                  |                                                    | |        |        |        |
| Bangalore              | Aeropuerto Internacional Kempegowda                | Japan Airlines |        |        |        |
| Bombay                 | Aeropuerto Internacional Chhatrapati Shivaji       | All Nippon Airways |        |        |        |
| Chennai                | Aeropuerto Internacional de Chennai                | All Nippon Airways |        |        |        |
| Indonesia              |                                                    | |        |        |        |
| Denpasar               | Aeropuerto Internacional Ngurah Rai                | Garuda Indonesia |        |        |        |
| Manado                 | Aeropuerto Internacional Sam Ratulangi             | Garuda Indonesia |        |        |        |
| Yakarta                | Aeropuerto Internacional Soekarno-Hatta            | All Nippon Airways / Japan Airlines |        |        |        |
| Israel                 |                                                    | |        |        |        |
| Tel Aviv               | Aeropuerto Internacional Ben Gurión                | El Al |        |        |        |
| Kazajistán             |                                                    | |        |        |        |
| Astaná                 | Aeropuerto Internacional Nursultán Nazarbáyev      | SCAT Airlines |        |        |        |
| Macao                  |                                                    | |        |        |        |
| Macao                  | Aeropuerto Internacional de Macao                  | Air Macau |        |        |        |
| Malasia                |                                                    | |        |        |        |
| Kota Kinabalu          | Aeropuerto Internacional de Kota Kinabalu          | Malaysia Airlines |        |        |        |
| Kuala Lumpur           | Aeropuerto Internacional de Kuala Lumpur           | All Nippon Airways / Batik Air Malaysia / Japan Airlines / Malaysia Airlines |        |        |        |
| Mongolia               |                                                    | |        |        |        |
| Ulan Bator             | Aeropuerto Internacional Gengis Kan                | Aero Mongolia / MIAT Mongolian Airlines / United Airlines (Estacional) |        |        |        |
| Birmania               |                                                    | |        |        |        |
| Rangún                 | Aeropuerto Internacional de Rangún                 | All Nippon Airways |        |        |        |
| Nepal                  |                                                    | |        |        |        |
| Katmandú               | Aeropuerto Internacional de Katmandú               | Nepal Airlines |        |        |        |
| Pakistán               |                                                    | |        |        |        |
| Islamabad              | Aeropuerto Internacional Benazir Bhutto            | Pakistan International Airlines |        |        |        |
| Singapur               |                                                    | |        |        |        |
| Singapur               | Aeropuerto Internacional de Singapur               | Air Japan / All Nippon Airways / Japan Airlines / Scoot / Singapore Airlines |        |        |        |
| Sri Lanka              |                                                    | |        |        |        |
| Colombo                | Aeropuerto Internacional Bandaranaike              | SriLankan Airlines |        |        |        |
| Tailandia              |                                                    | |        |        |        |
| Bangkok                | Aeropuerto Internacional Don Mueang                | Thai AirAsia / Thai AirAsia X / Thai Lion Air |        |        |        |
| Bangkok                | Aeropuerto Internacional Suvarnabhumi              | Air Japan / All Nippon Airways / Druk Air / Japan Airlines / Thai Airways / Thai VietJet Air (inicai el 15 de diciembre de 2025)                                                |        |        |        |
| República de China     |                                                    | |        |        |        |
| Kaohsiung              | Aeropuerto Internacional de Kaohsiung              | China Airlines / EVA Air / Peach / Thai AirAsia / Tigerair Taiwan / United Airlines                                                                                             |        |        |        |
| Taichung               | Aeropuerto de Taichung                             | Tigerair Taiwan |        |        |        |
| Taipéi                 | Aeropuerto Internacional de Taiwán Taoyuan         | Batik Air Malaysia / Cathay Pacific / China Airlines / EVA Air / Japan Airlines / Jetstar Japan / Peach / Scoot / StarLux Airlines / Thai Lion Air / Tigerair Taiwan            |        |        |        |
| Uzbekistán             |                                                    | |        |        |        |
| Taskent                | Aeropuerto Internacional de Taskent                | Uzbekistan Airways |        |        |        |
| Vietnam                |                                                    | |        |        |        |
| Ciudad Ho Chi Minh     | Aeropuerto Internacional de Tan Son Nhat           | Japan Airlines / VietJet Air / Vietnam Airlines |        |        |        |
| Đà Nẵng                | Aeropuerto Internacional de Đà Nẵng                | Vietnam Airlines |        |        |        |
| Hanói                  | Aeropuerto Internacional de Nội Bài                | All Nippon Airways / Japan Airlines / VietJet Air / Vietnam Airlines |        |        |        |
| Europa                 |                                                    | |        |        |        |
| Alemania               |                                                    | |        |        |        |
| Düsseldorf             | Aeropuerto Internacional de Düsseldorf             | All Nippon Airways |        |        |        |
| Fráncfort              | Aeropuerto de Fráncfort del Meno                   | Japan Airlines |        |        |        |
| Austria                |                                                    | |        |        |        |
| Viena                  | Aeropuerto de Viena-Schwechat                      | Austrian Airlines (Estacional) |        |        |        |
| Bélgica                |                                                    | |        |        |        |
| Bruselas               | Aeropuerto de Bruselas                             | All Nippon Airways |        |        |        |
| España                 |                                                    | |        |        |        |
| Madrid                 | Aeropuerto Adolfo Suárez Madrid-Barajas            | Iberia |        |        |        |
| Finlandia              |                                                    | |        |        |        |
| Helsinki               | Aeropuerto de Helsinki-Vantaa                      | Finnair |        |        |        |
| Países Bajos           |                                                    | |        |        |        |
| Ámsterdam              | Aeropuerto de Ámsterdam-Schiphol                   | KLM |        |        |        |
| Polonia                |                                                    | |        |        |        |
| Varsovia               | Aeropuerto de Varsovia-Chopin                      | LOT Polish Airlines |        |        |        |
| Rusia                  |                                                    | |        |        |        |
| Irkutsk                | Aeropuerto Internacional de Irkutsk                | S7 Airlines |        |        |        |
| Jabárovsk              | Aeropuerto de Jabárovsk Novy                       | S7 Airlines |        |        |        |
| Vladivostok            | Aeropuerto Internacional de Vladivostok            | All Nippon Airways / Japan Airlines / S7 Airlines |        |        |        |
| Suiza                  |                                                    | |        |        |        |
| Zúrich                 | Aeropuerto Internacional de Zúrich                 | Swiss |        |        |        |
| Turquía                |                                                    | |        |        |        |
| Estambul               | Aeropuerto de Estambul                             | Turkish Airlines |        |        |        |
| Oceanía                |                                                    | |        |        |        |
| Australia              |                                                    | |        |        |        |
| Brisbane               | Aeropuerto de Brisbane                             | Jetstar Airways / Qantas |        |        |        |
| Cairns                 | Aeropuerto de Cairns                               | Jetstar Airways |        |        |        |
| Melbourne              | Aeropuerto Internacional Tullamarine               | Japan Airlines / Qantas |        |        |        |
| Perth                  | Aeropuerto de Perth                                | All Nippon Airways |        |        |        |
| Hawái (Estados Unidos) |                                                    | |        |        |        |
| Honolulu               | Aeropuerto Internacional Daniel K. Inouye          | All Nippon Airways / Japan Airlines / ZIPAIR |        |        |        |
| Kailua-Kona            | Aeropuerto Internacional de Kona                   | Japan Airlines |        |        |        |
| Guam                   |                                                    | |        |        |        |
| Agaña                  | Aeropuerto Internacional Antonio B. Won Pat        | Air Busan / Japan Airlines / Jeju Air / United Airlines |        |        |        |
| Nueva Zelanda          |                                                    | |        |        |        |
| Auckland               | Aeropuerto Internacional de Auckland               | Air New Zealand |        |        |        |
| Palaos                 |                                                    | |        |        |        |
| Koror                  | Aeropuerto Internacional Roman Tmetuchl            | Air Niugini / United Airlines (inicia el 29 de octubre de 2025) |        |        |        |
| Papúa Nueva Guinea     |                                                    | |        |        |        |
| Puerto Moresby         | Aeropuerto Internacional de Jacksons               | Air Niugini |        |        |        |
| Polinesia Francesa     |                                                    | |        |        |        |
| Papeete                | Aeropuerto Internacional Faa'a                     | Air Tahiti Nui |        |        |        |

### Carga
| Aerolíneas               | Destinos |
| ------------------------ | --- |
| AeroLogic                | Hong Kong, Leipzig/Halle |
| Air China Cargo          | Pekín–Capital, Shanghái–Pudong |
| Air France Cargo         | París–Charles de Gaulle |
| Air Hong Kong            | Hong Kong |
| Air Incheon              | Seúl–Incheo |
| AirBridge Cargo          | Ámsterdam, Moscú–Sheremetyevo, Seúl–Incheon |
| Alitalia Cargo           | Milán–Malpensa, Roma−Fiumicino |
| ANA Cargo                | Bangkok–Suvarnabhumi, Cantón, Dalian, Fráncfort, Hong Kong, Los Ángeles, Naha, Osaka–Kansai, Pekín–Capital, Qingdao, Seúl–Incheon, Shanghái–Pudong, Singapur, Taipéi–Taoyuan, Xiamen, Yakarta-Soekarno-Hatta                                                               |
| Asiana Cargo             | Seúl–Incheon |
| Atlas Air                | Anchorage, Los Ángeles |
| Cargojet Airways         | Shanghái–Pudong, Vancouver |
| Cargolux                 | Luxemburgo, Novosibirsk, Seúl-Incheon |
| Cargolux Italia          | Luxemburgo, Milán–Malpensa |
| Cathay Pacific           | Hong Kong, Taipéi–Taoyuan |
| Central Airlines         | Tianjin, Weihai, Yantai |
| China Airlines Cargo     | Taipéi–Taoyuan |
| China Cargo Airlines     | Shanghái–Pudong |
| China Postal Airlines    | Cantón, Nankín, Shanghái–Pudong, Shijiazhuang |
| DHL Aviation             | Anchorage, Chicago–O'Hare, Cincinnati, Hong Kong, Leipzig, Miami, Seúl–Incheon |
| Emirates SkyCargo        | Dubái–Al Maktoum |
| EVA Air Cargo            | Taipéi–Taoyuan |
| FedEx Express            | Anchorage, Cantón, Hong Kong, Memphis, Oakland, Osaka–Kansai, París–Charles de Gaulle, Seúl–Incheon, Shanghái–Pudong, Taipéi–Taoyuan |
| Garuda Cargo             | Yakarta-Soekarno-Hatta |
| JAL Cargo                | Nagoya–Centrair, Shanghái–Pudong, Taipéi–Taoyuan |
| Jeju Air Cargo           | Seúl–Incheon |
| KLM Cargo                | Ámsterdam |
| Longhao Airlines         | Zhengzhou |
| Korean Air Cargo         | Bogotá, Seúl–Incheon |
| Lufthansa Cargo          | Fráncfort, Seúl–Incheon |
| MASkargo                 | Johor Bahru, Kuala Lumpur–International, Penang |
| MSC Air Cargo            | Milán–Malpensa |
| Nippon Cargo Airlines    | Ámsterdam, Anchorage, Bakú, Bangkok–Suvarnabhumi, Chicago–O'Hare, Dallas/Fort Worth, Edmonton, Hahn, Hong Kong, Los Ángeles, Milán–Malpensa, Nagoya–Centrair, Nueva York–JFK, Osaka–Kansai, Pekín–Capital, San Francisco, Seúl–Incheon, Shanghái–Pudong, Singapur, Tianjin |
| Polar Air                | Anchorage, Cincinnati, Hong Kong, Los Ángeles, Seúl–Incheon, Shanghái–Pudong, Shenzhen, Sídney, Taipéi–Taoyuan |
| Qatar Airways Cargo      | Doha |
| SF Airlines              | Wuhan, Xi'an |
| Silk Way Airlines        | Bakú |
| Singapore Airlines Cargo | Bangkok–Suvarnabhumi, Singapur |
| UPS Airlines             | Anchorage, Louisville, Newark, Ontario, Osaka–Kansai, Shanghái–Pudong, Shenzhen |
| Western Global Airlines  | Chicago–O'Hare |
| YTO Cargo Airlines       | Yantai, Zhengzhou |

## Transporte

Líneas de tren desde el aeropuerto de Narita

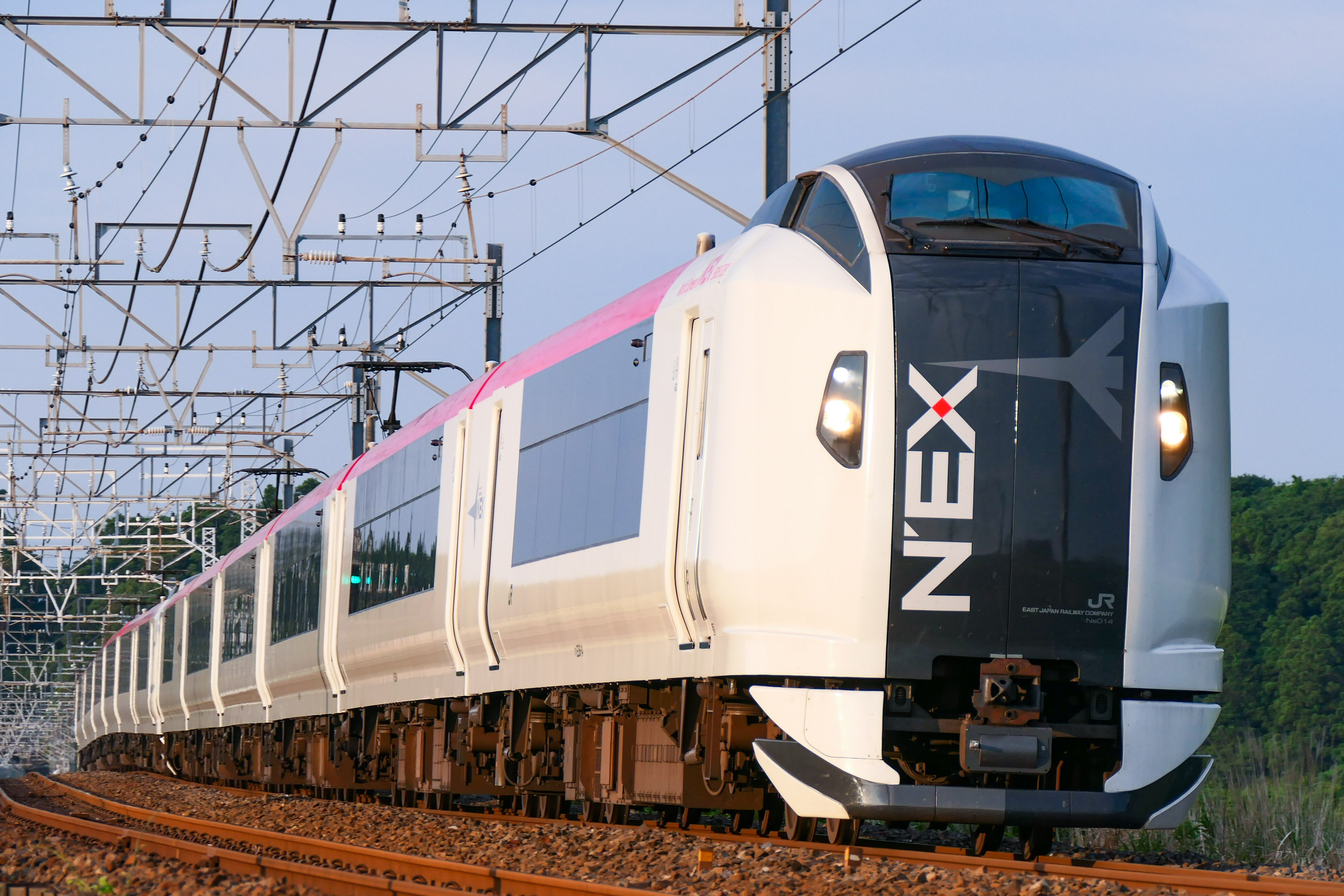
Tren Narita Express.

### Tren
El Narita Express es un servicio de ferrocarril de Japan Railways que conecta el aeropuerto con la ciudad de Tokio, en un trayecto que tarda 53 minutos en llegar a la estación de Tokio, 80 a la de Shinjuku y 90 a Omiya y Yokohama. Es el método más rápido, pero también el más caro. Cada billete cuesta entre 3.000 y 4.500 yenes en clase turista.
Japan Railway ofrece también un servicio rápido hasta la estación de Tokio que tarda 90 minutos pero con un coste menor.
También existen líneas de la compañía privada Keisei que tienen como destino la estaciones de Nippori y Ueno, tanto en el servicio expreso (los llamados trenes Skyliner que no realizan paradas intermedias) como los expresos limitados que tienen frecuentes paradas a lo largo del recorrido. Estos últimos suelen ser la alternativa más económica para llegar a la capital (unos 1000 yenes).

### Autobús
Diversas compañías ofrecen también servicio de autobuses, llamados Limousine Bus, pero éstos son mucho más lentos que las diversas líneas de ferrocarril, debido al siempre colapsado tráfico de Tokio.
También hay servicio de autobús nocturno a Kioto y Osaka. Los autobuses también viajan a las bases militares de Estados Unidos, incluyendo la Base Naval de Yokosuka y la Base Aérea de Yokota.

### Taxi
Existe también un servicio de taxi, pero su precio es prohibitivo. Las carreras cuestan entre 14.000 y 20.000 yenes (con un extra de 1.450 yenes para los peajes de las autopistas).

### Helicóptero
Mori Building City Air Service ofrece un servicio de chárter en helicóptero entre Narita y el complejo Ark Hills en Roppongi, tardando 35 minutos y con coste de 280.000 yenes por trayecto para hasta cinco pasajeros.

## Galería de imágenes
Imágenes de distintas aeronaves en su paso por el aeropuerto:

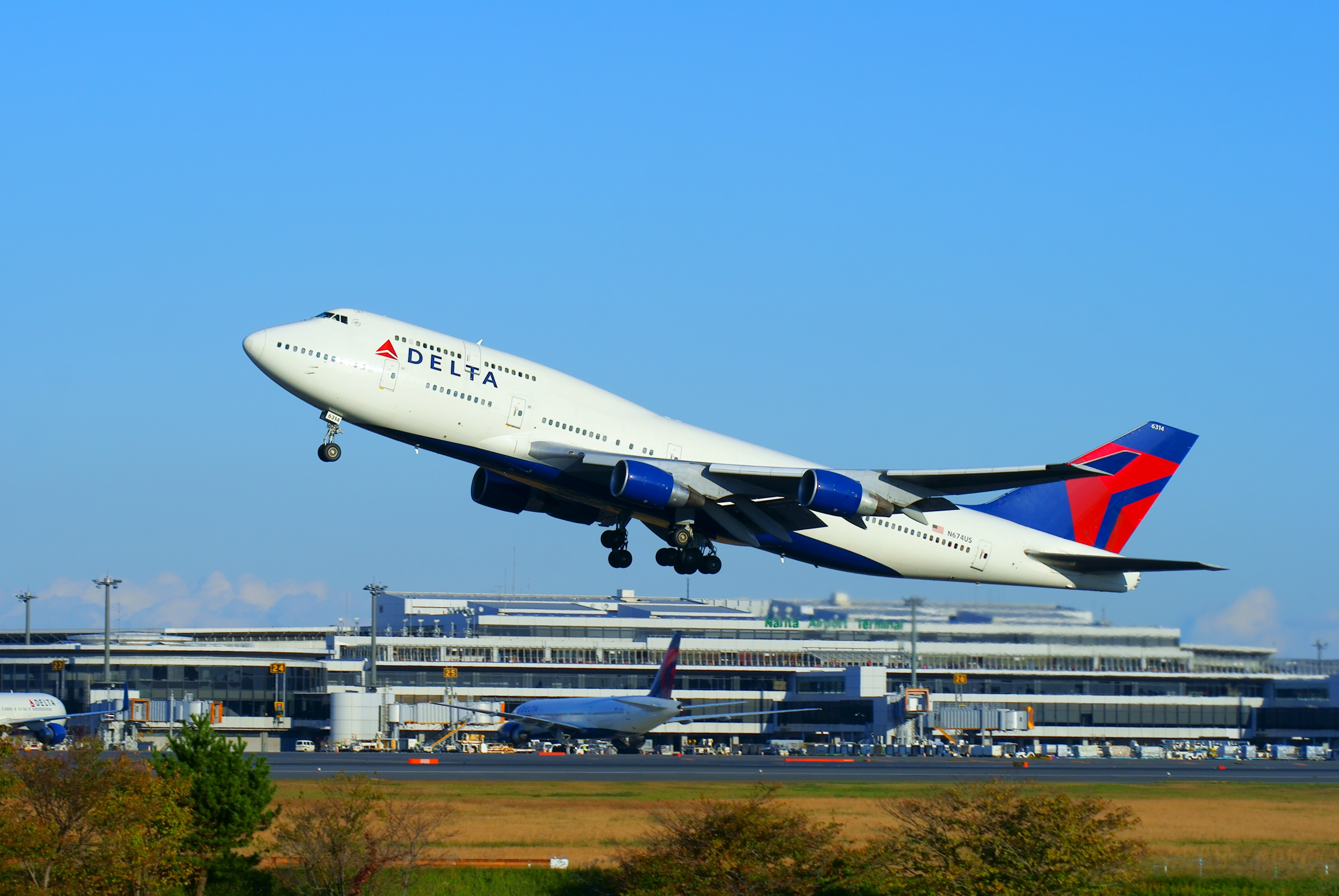
Boeing 747-400 de Delta Air Lines
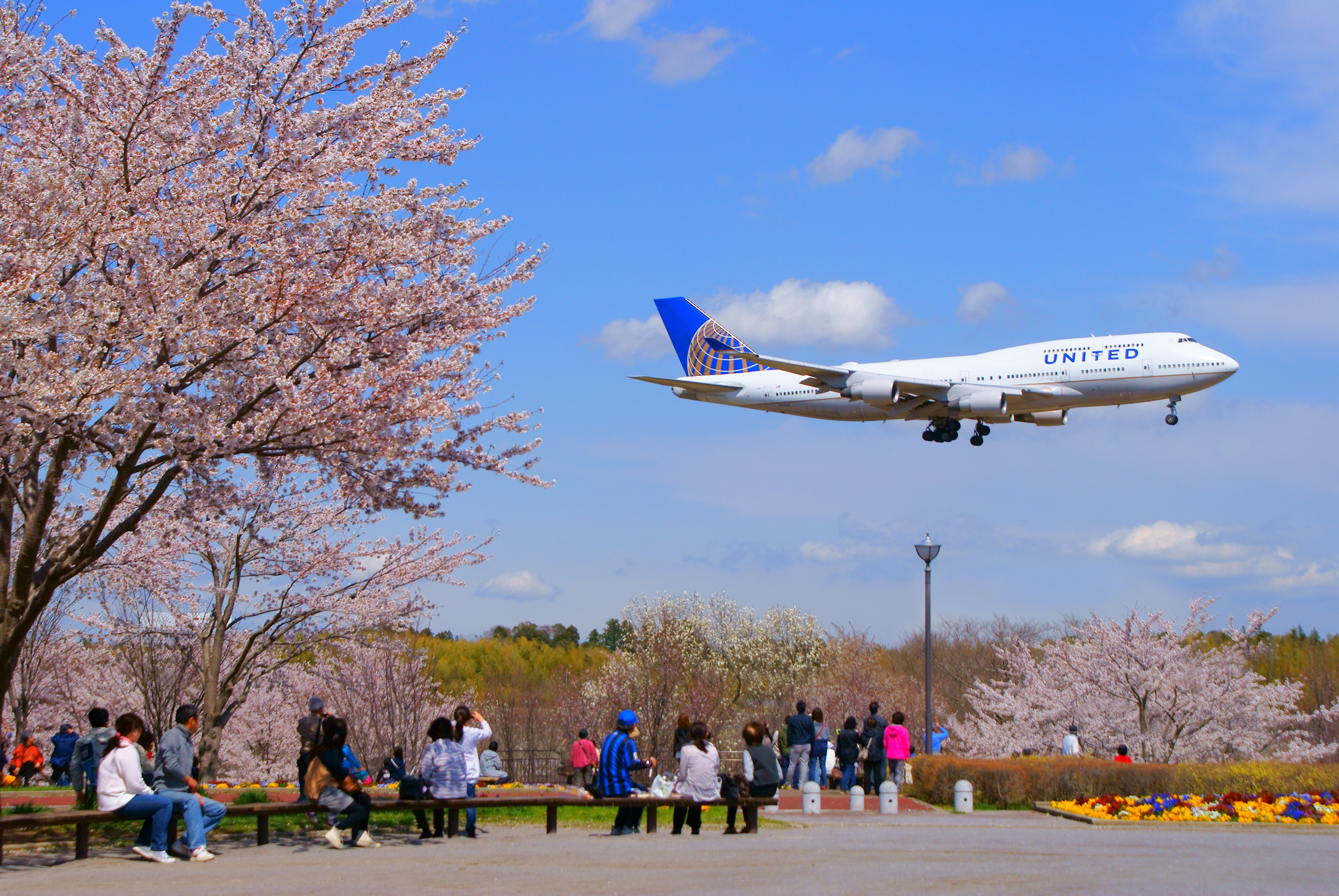
Boeing 747-400 de United Airlines aterrizando
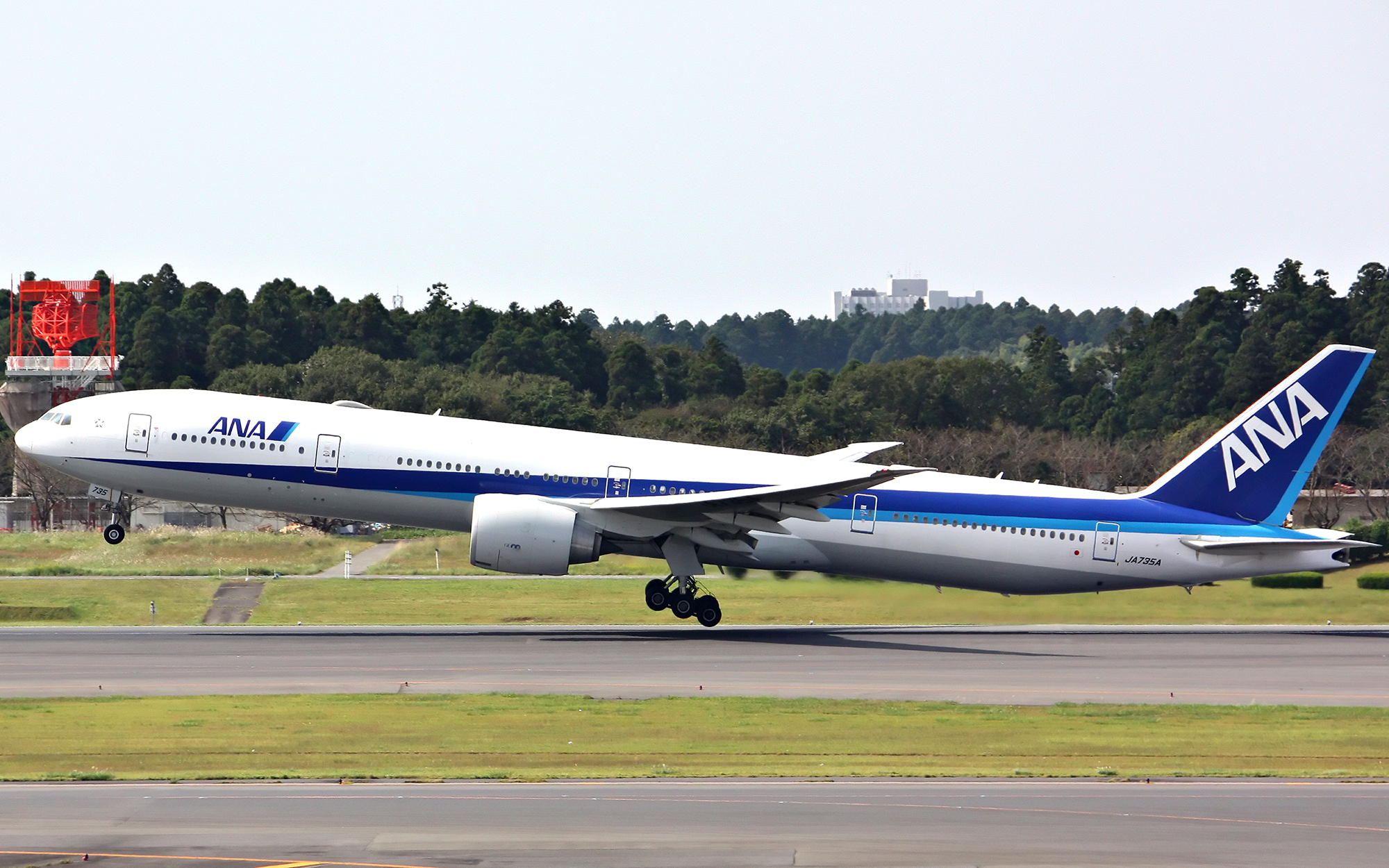
Boeing 777-300ER de All Nippon Airways despegando
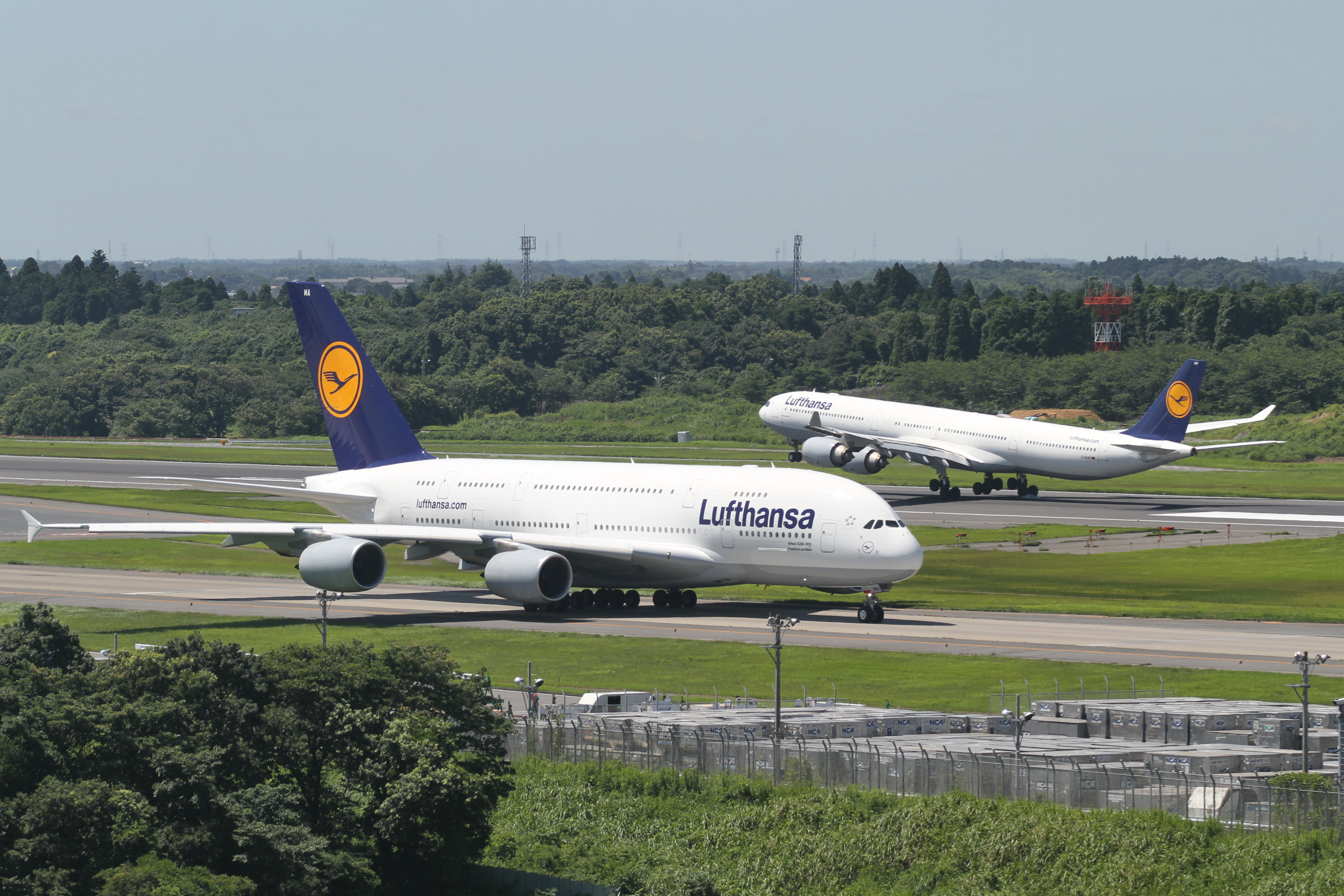
Airbus A340-600 y Airbus A380-800 de Lufthansa
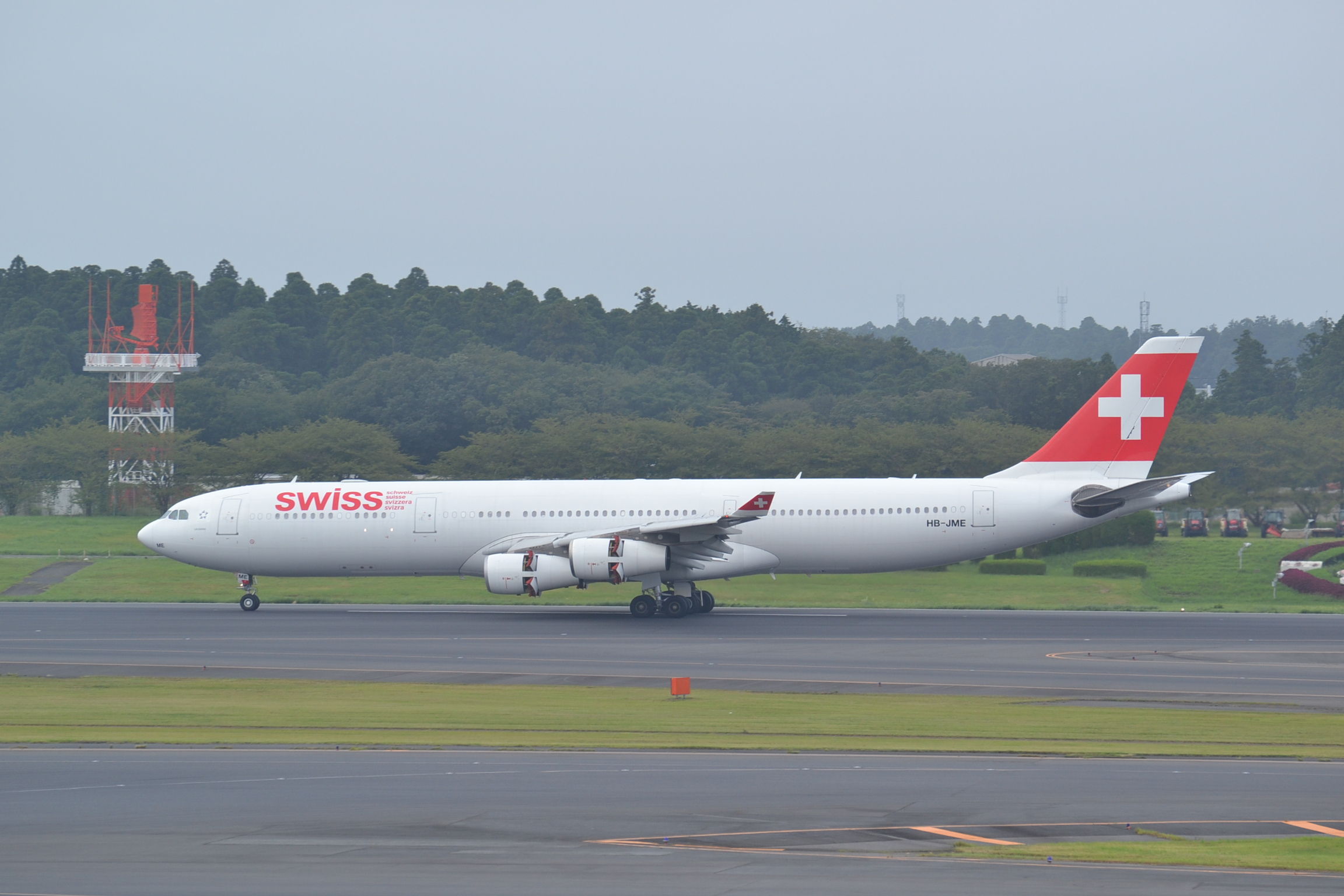
Airbus A340-300 de Swiss International Air Lines
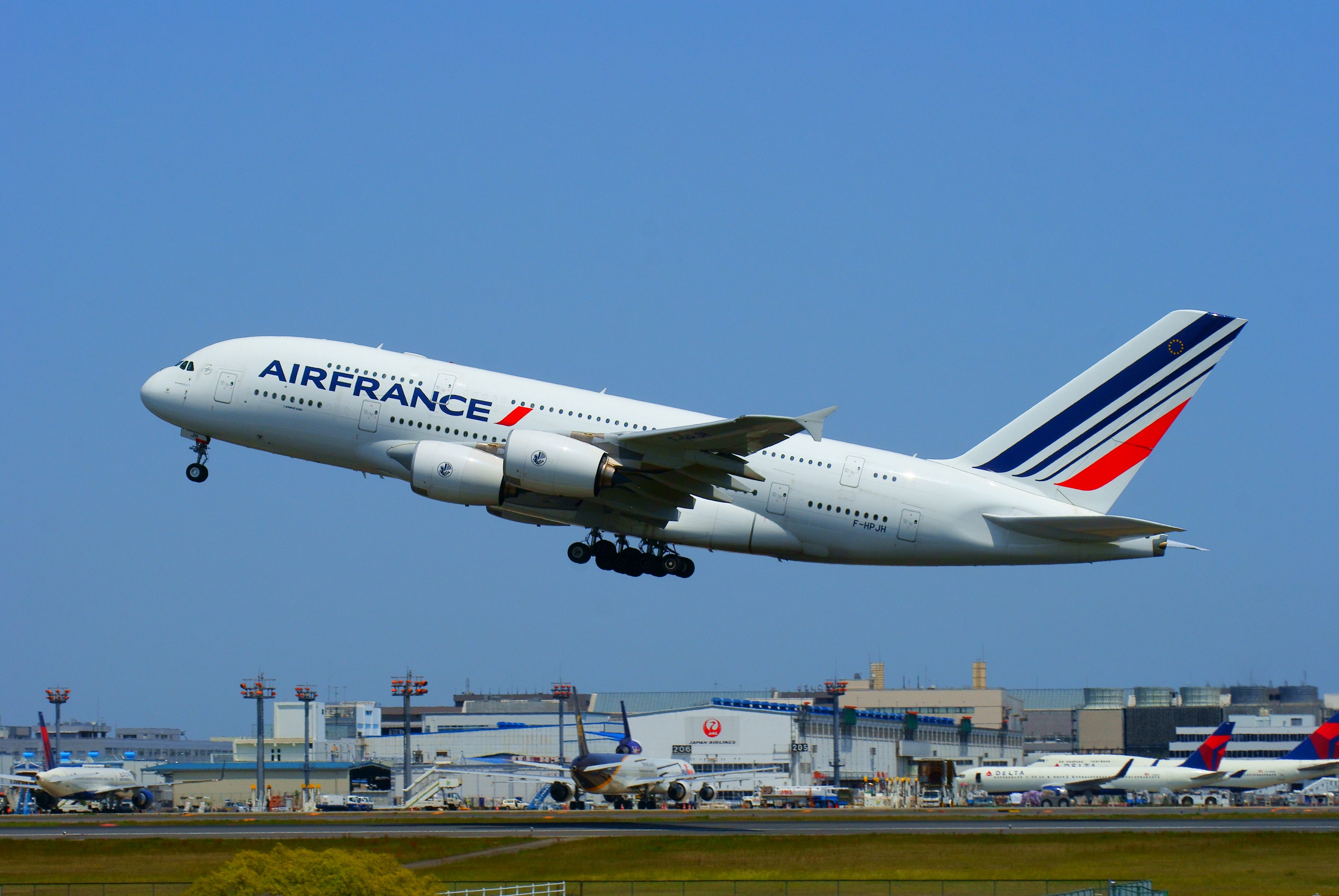
Airbus A380-800 de Air France despegando
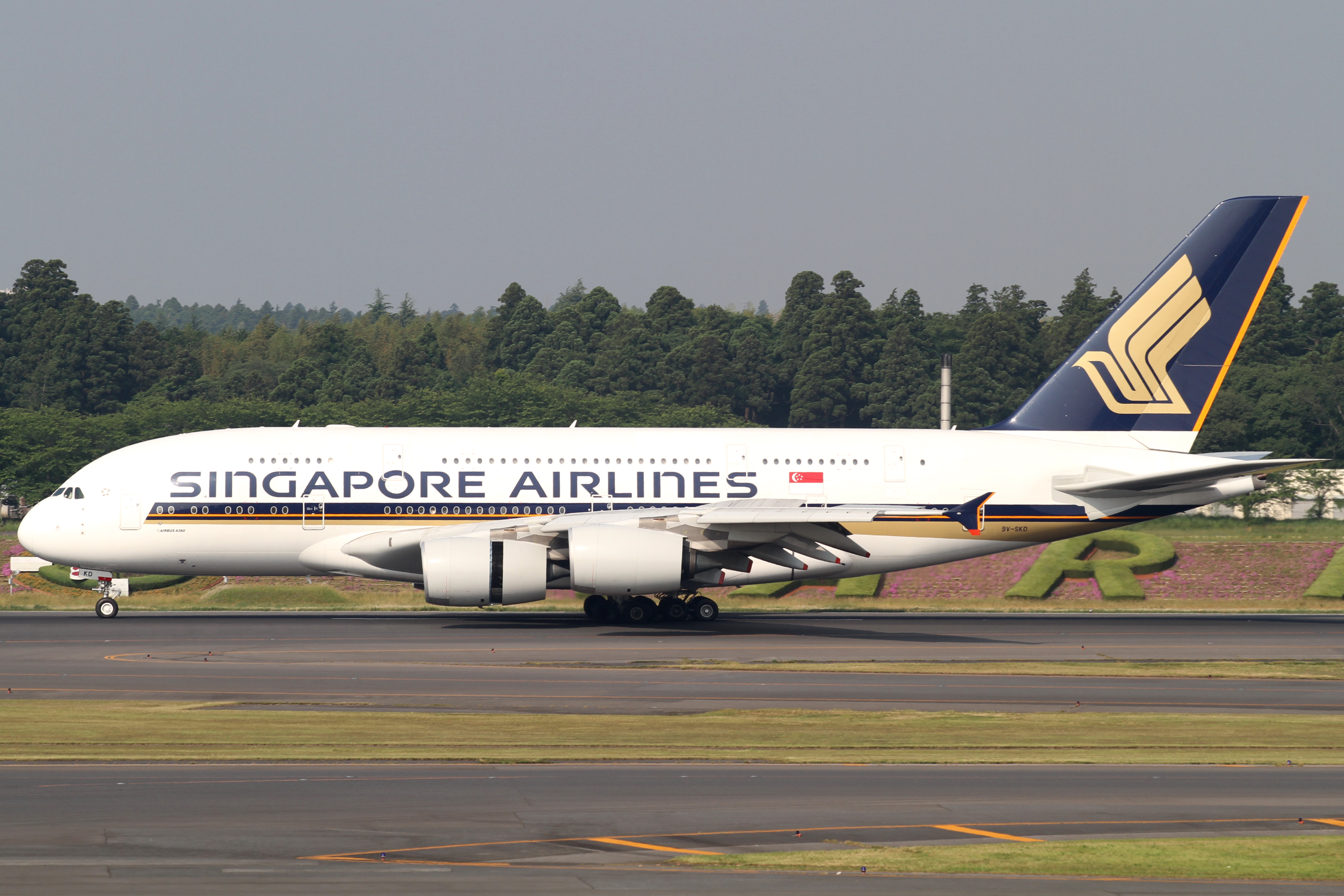
Airbus A380-800 de Singapore Airlines
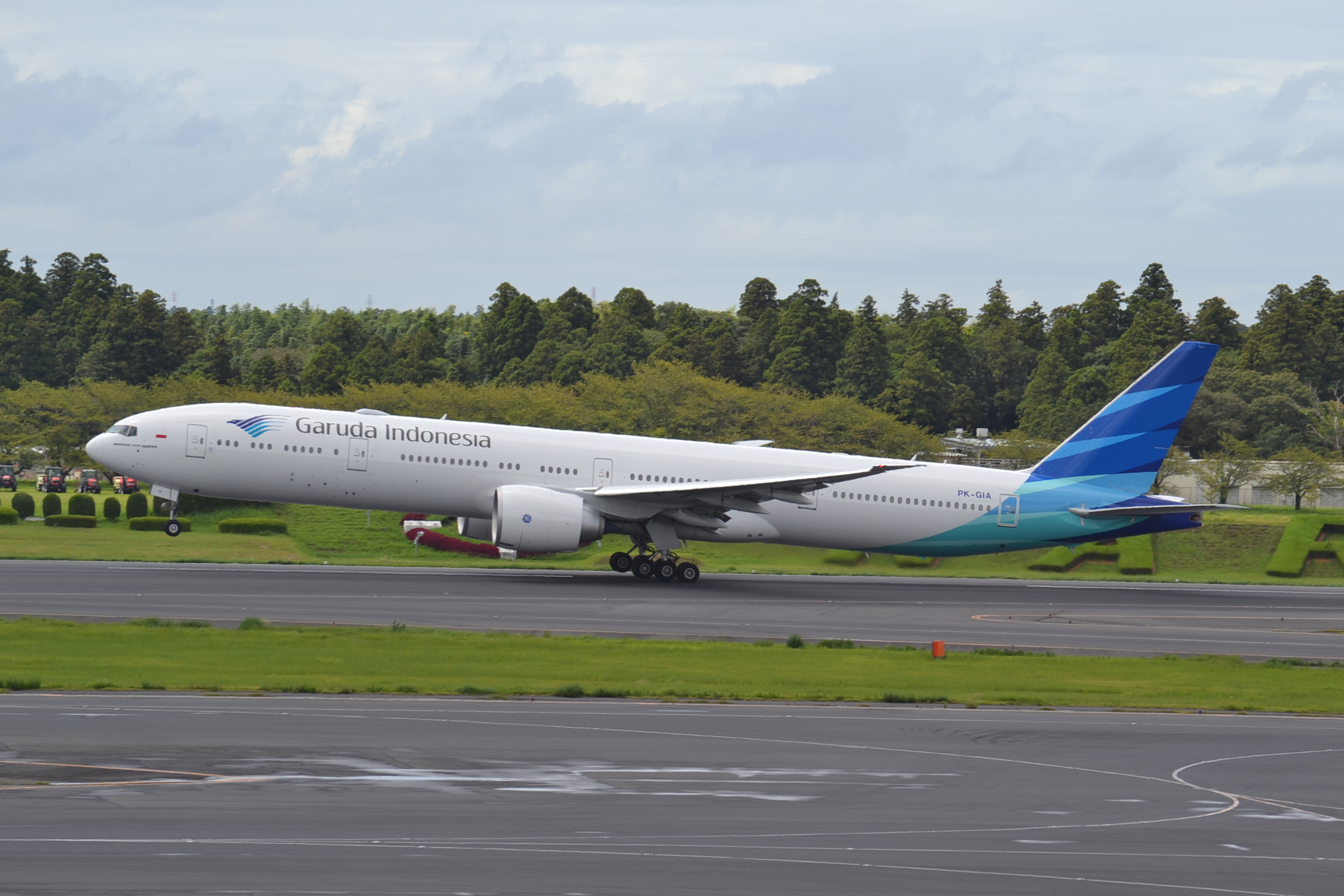
Boeing 777-300ER de Garuda Indonesia
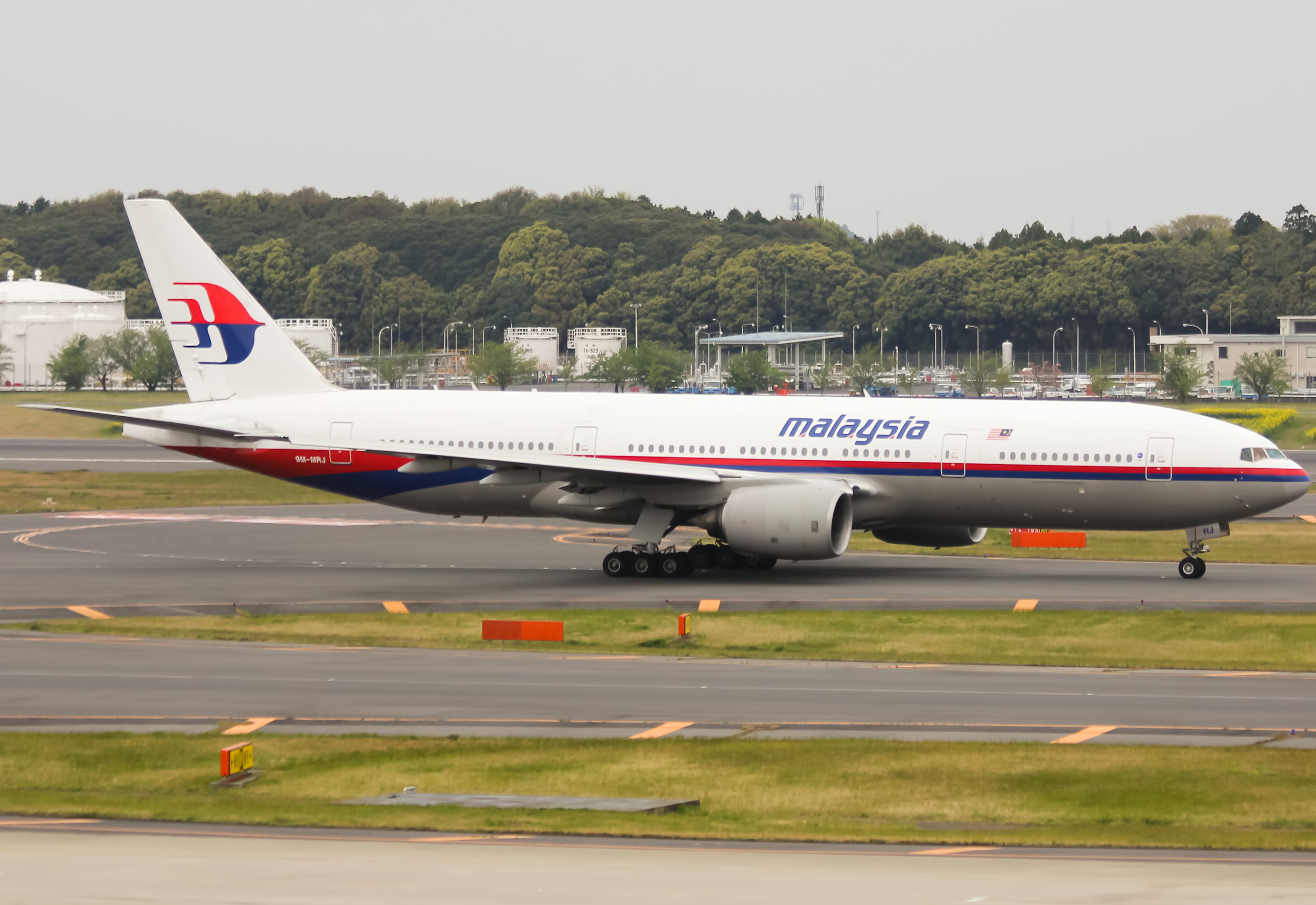
Boeing 777-200ER de Malaysia Airlines
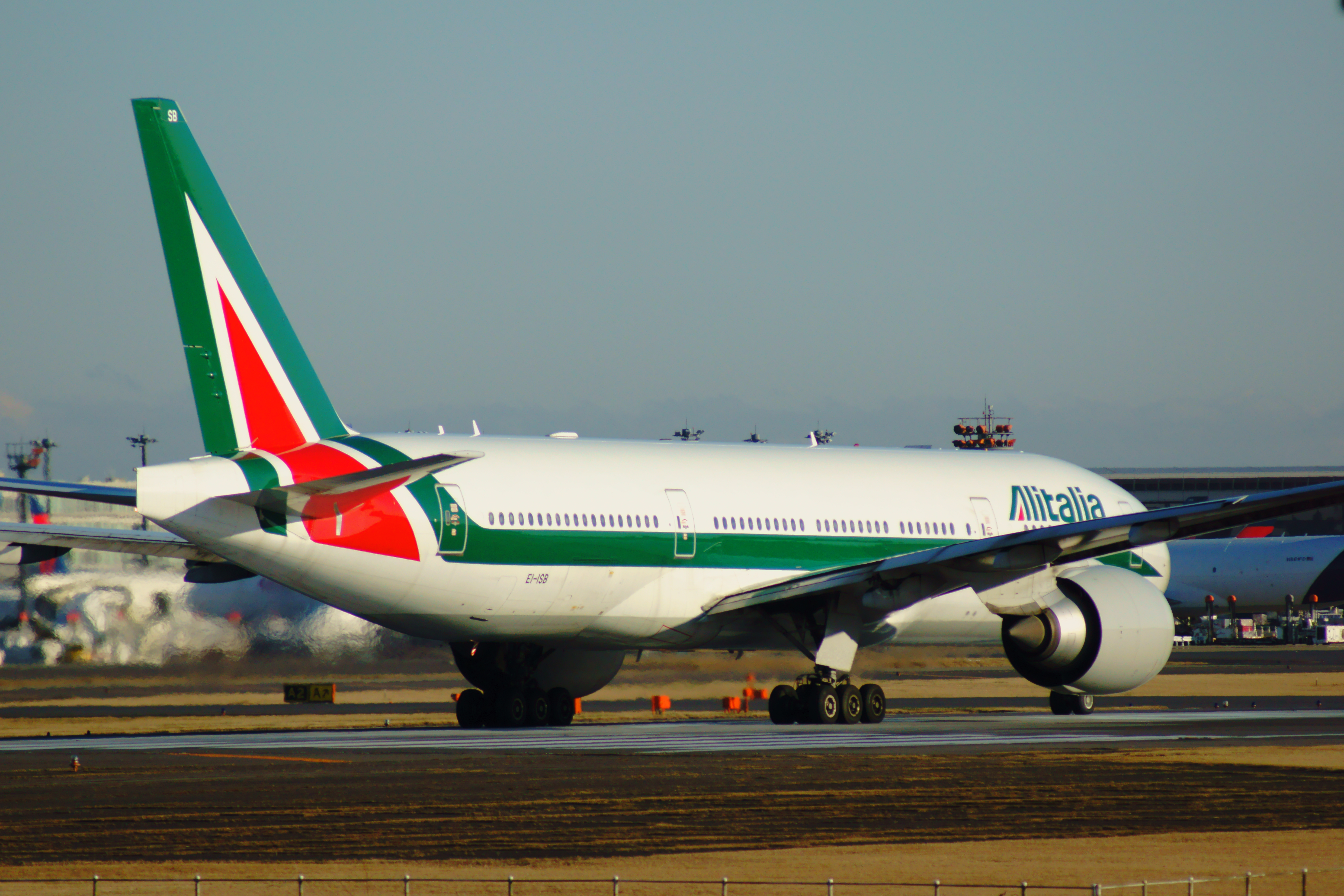
Boeing 777-200ER de Alitalia en maniobra de despegue
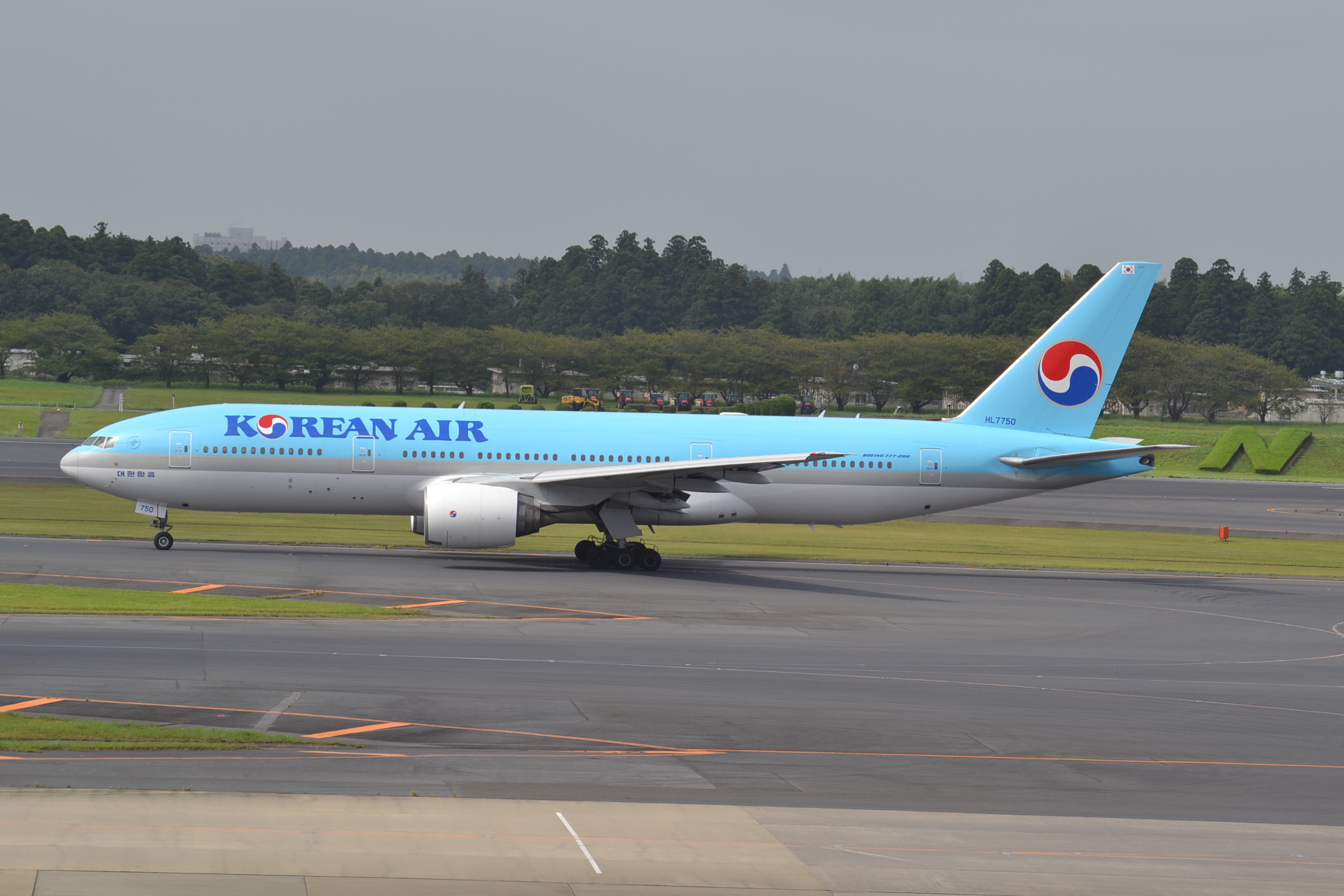
Boeing 777-200ER de Korean Air
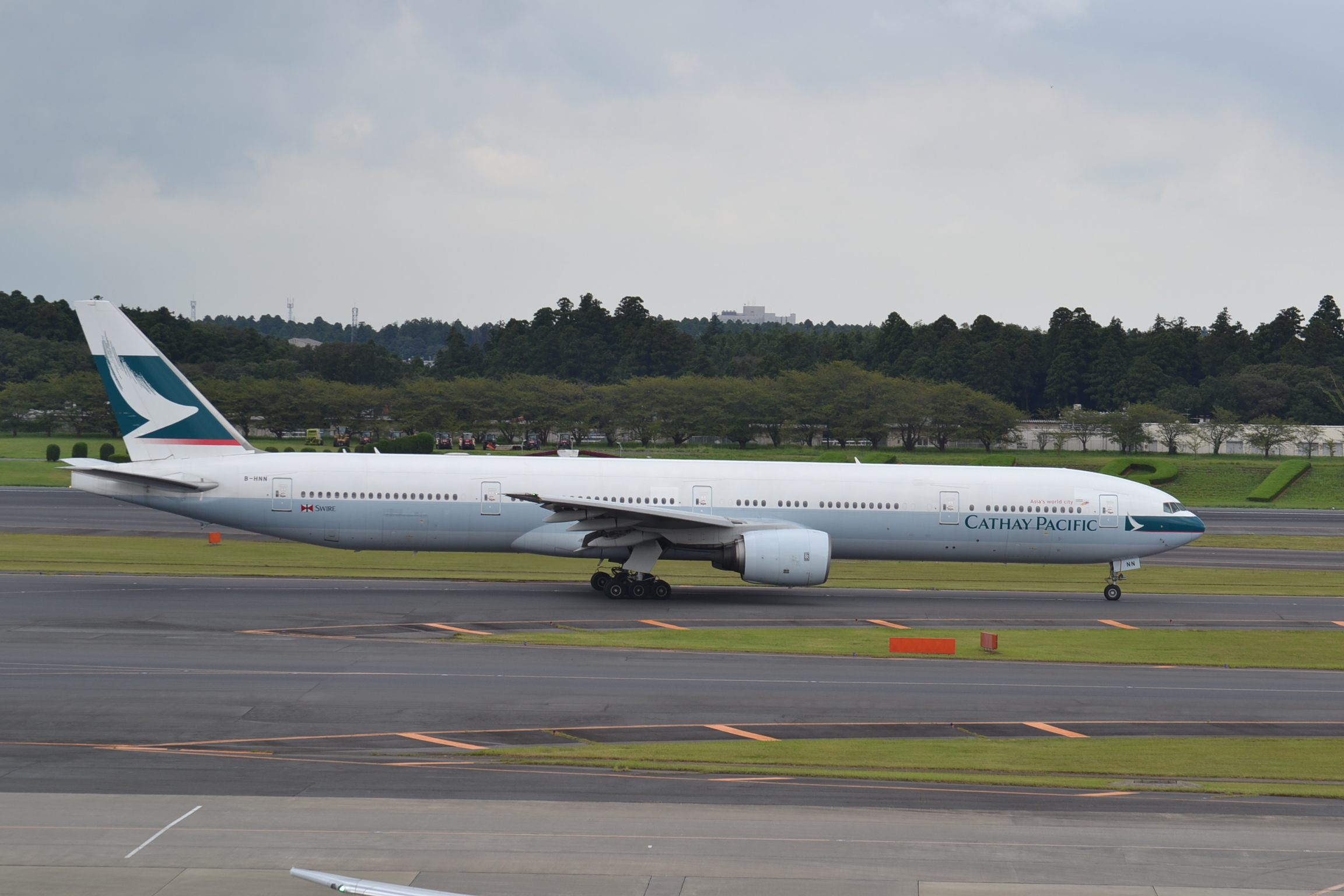
Boeing 777-300 Cathay Pacific camino de estacionar
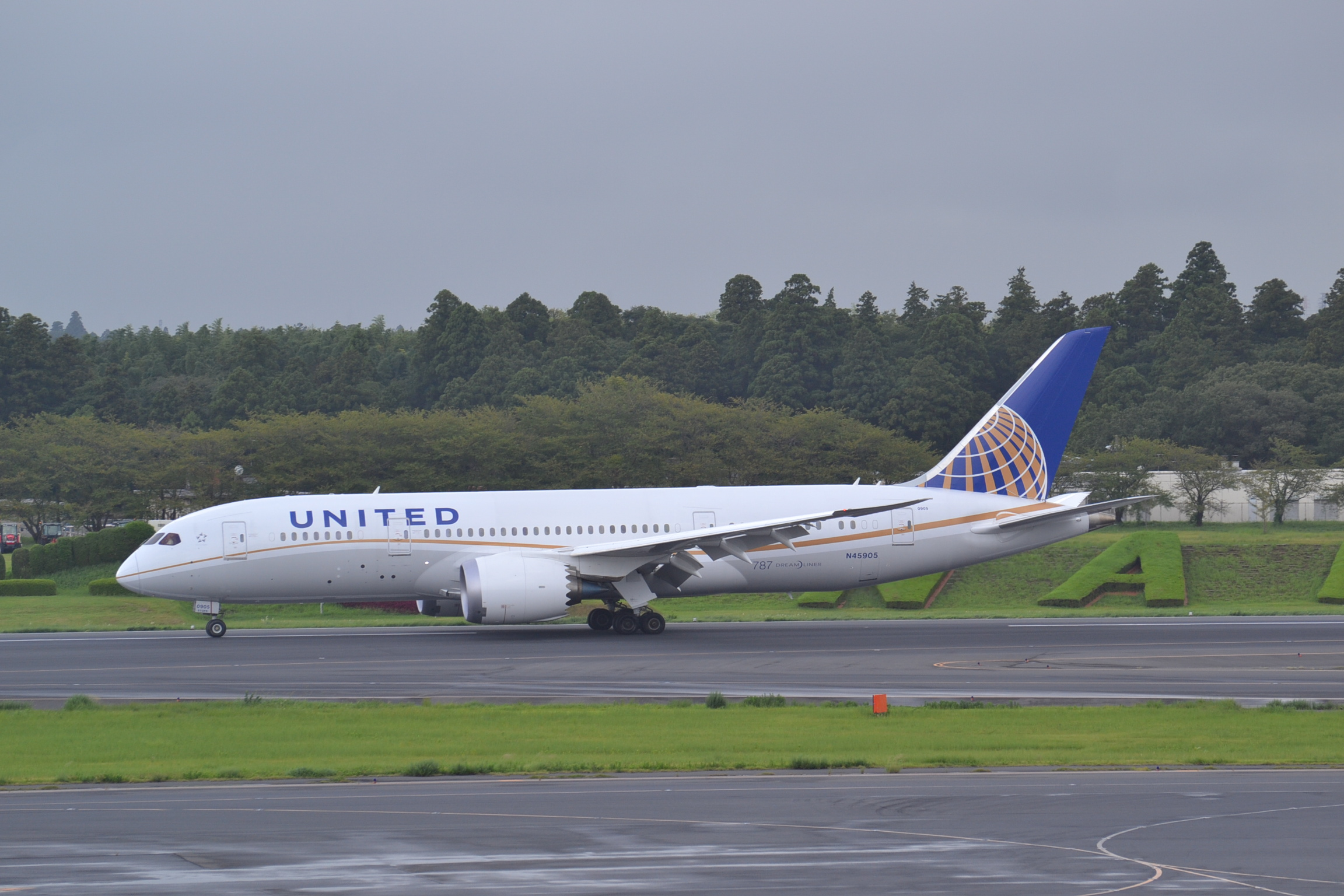
Boeing 787-8 Dreamliner de United Airlines
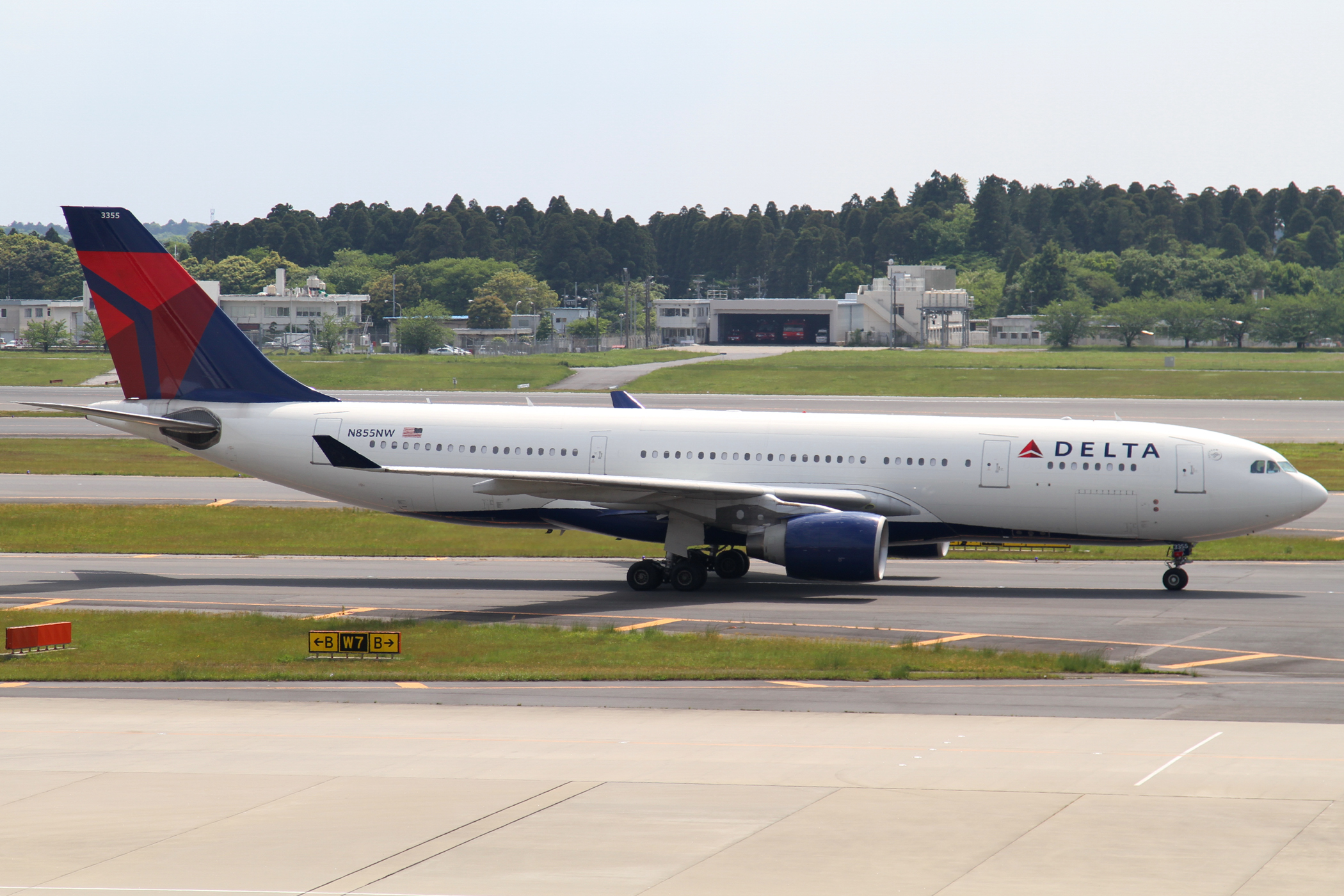
Airbus A330-200 de Delta Air Lines rodando por la pista
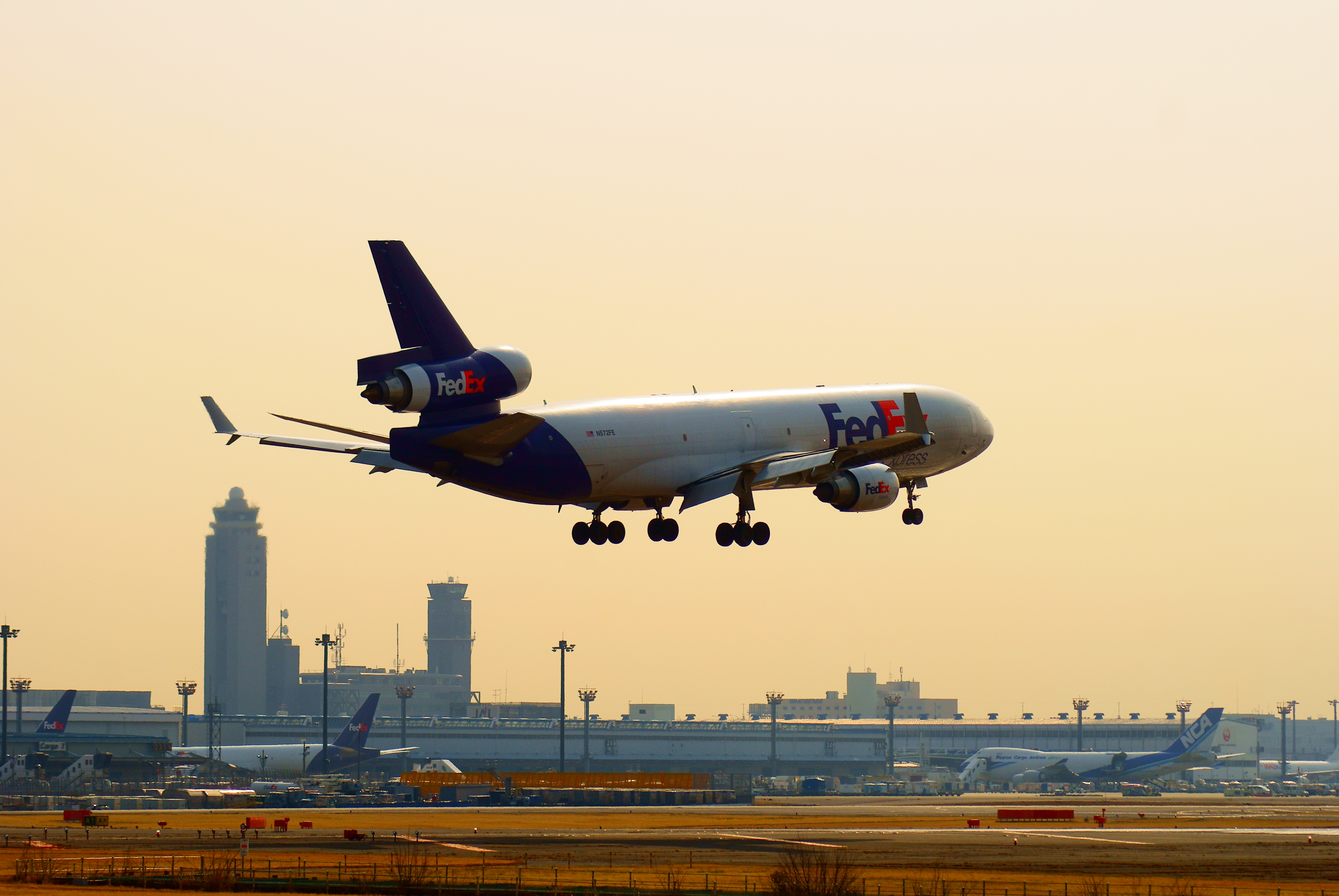
MD-11 de FedEx
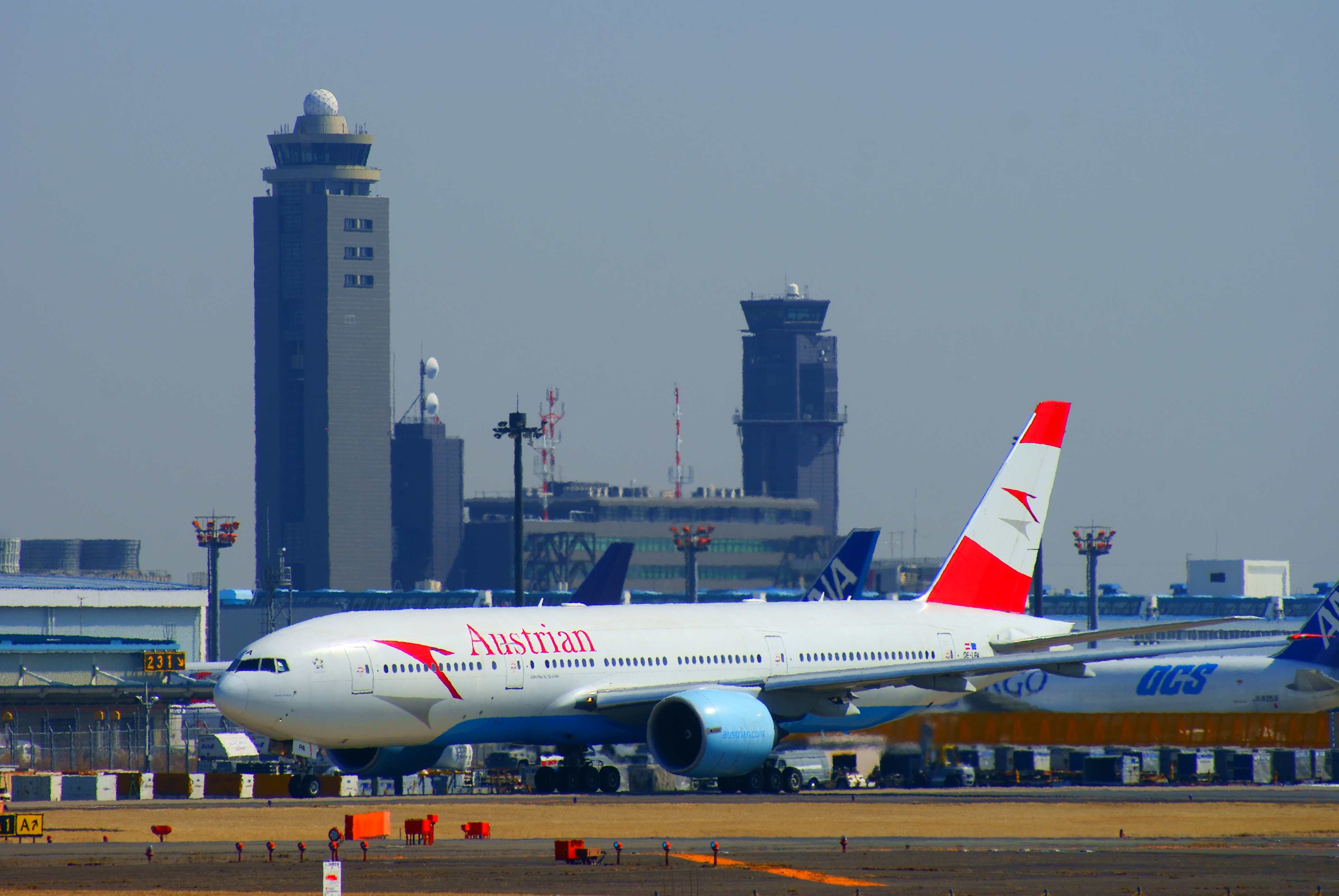
Boeing 777-200ER de Austrian Airlines frente a la torre de control
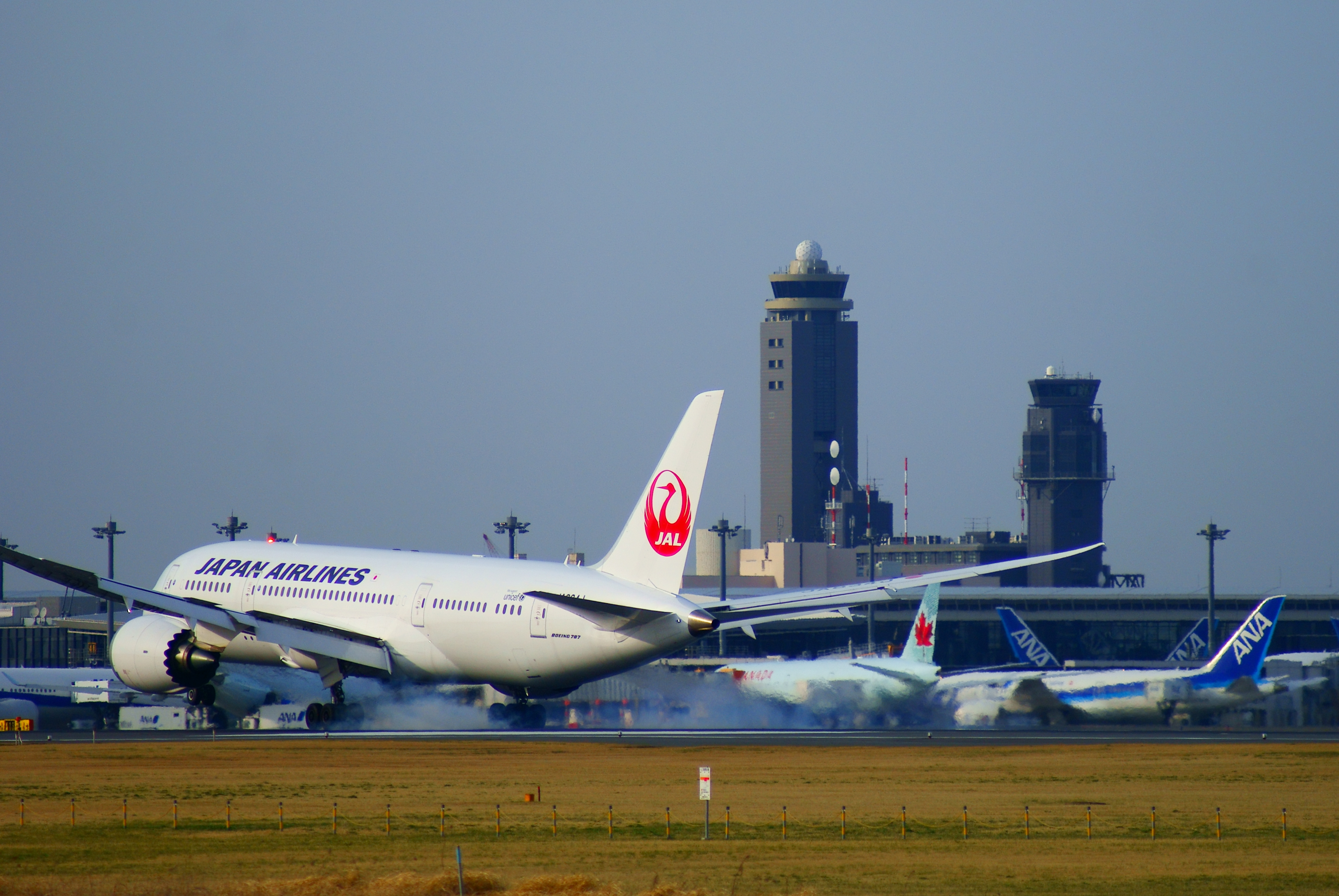
Boeing 787-8 de Japan Airlines aterrizando

## Aeropuertos cercanos
Los aeropuertos más cercanos son:
- Aeropuerto de Ibaraki (46km)
- Aeropuerto Internacional de Haneda (61km)
- Aeropuerto de Oshima (143km)
- Aeropuerto de Fukushima (162km)
- Aeropuerto de Miyake Jima (203km)